# Bedřich Smetana
|  | «Smetana» redirigeix aquí. Vegeu-ne altres significats a «Smetana (desambiguació)». |

Bedřich Smetana   (Litomyšl, 2 de març de 1824 - Praga, 12 de maig de 1884), txec: [ˈbɛdr̝ɪx ˈsmɛtana] ( escolteu-ho) fou un compositor txec, pioner en el desenvolupament d'un estil musical que va quedar íntimament lligat a les aspiracions independentistes del seu país. Per això, se'l reconeix com el pare de la música txeca. Internacionalment és conegut per la seva òpera La núvia venuda, pel cicle de poemes simfònics Má vlast ('La meva pàtria') –que representen la història, les llegendes i els paisatges de la pàtria natal del compositor– i pel Quartet de corda núm. 1 De la meva vida.
Smetana posseïa un talent natural per al piano i va fer el seu primer recital als sis anys. Després de rebre una educació convencional a l'escola, va estudiar música amb Josef Proksch a Praga. Va escriure la seva primera composició nacionalista durant l'aixecament de Praga de 1848, en què va participar per poc temps. Davant la impossibilitat d'iniciar la seva carrera a Praga, es va dirigir a Suècia, on es va establir com a professor i director de cor a Göteborg i on va començar a escriure obres orquestrals de gran escala. Durant aquest període de la seva vida, Smetana es va casar dues vegades i va tenir sis fills, dels quals tres van morir durant la infància.
Al començament de la dècada de 1860, un clima polític més liberal a Bohèmia va encoratjar Smetana a tornar permanentment a Praga. Es va lliurar a la vida musical de la ciutat, principalment com a defensor del nou gènere de l'òpera txeca. El 1866, les seves dues primeres òperes, Els brandenburguesos a Bohèmia i La núvia venuda, van ser estrenades al nou Teatre Provisional de Praga, i aquesta última hi va aconseguir una gran popularitat. Aquest mateix any, Smetana va arribar a ser el director principal del teatre, però els anys de la seva direcció van estar marcats per la polèmica. Les faccions encarregades de la creació musical de la ciutat consideraven que la seva identificació amb les idees progressistes de Franz Liszt i Richard Wagner eren hostils al desenvolupament d'un estil d'òpera txeca distintiu. Aquesta oposició va interferir amb el seu treball creatiu i va accelerar la degradació de la seva salut, cosa que va precipitar la seva dimissió del teatre el 1874.
Al final de 1874, als 50 anys, Smetana es va tornar completament sord, però, alliberat de les seves funcions del teatre i de la polèmica que causava, va començar un període de composició constant que es va perllongar durant gairebé tota la resta de la vida. Les seves contribucions a la música txeca anaven sent cada vegada més reconegudes i respectades, però un col·lapse mental a l'inici de 1884 va fer que fos internat en un asil, on va morir. La reputació de Smetana, com el pare fundador de la música txeca, s'ha enfortit al seu país natal, on els defensors l'han convertit en una icona per sobre dels seus contemporanis i successors. No obstant això, es troben relativament poques obres de Smetana al repertori internacional i la majoria dels experts estrangers tendeixen a considerar Antonín Dvořák com el compositor txec més important.

## Biografia

### Origen familiar i infantesa

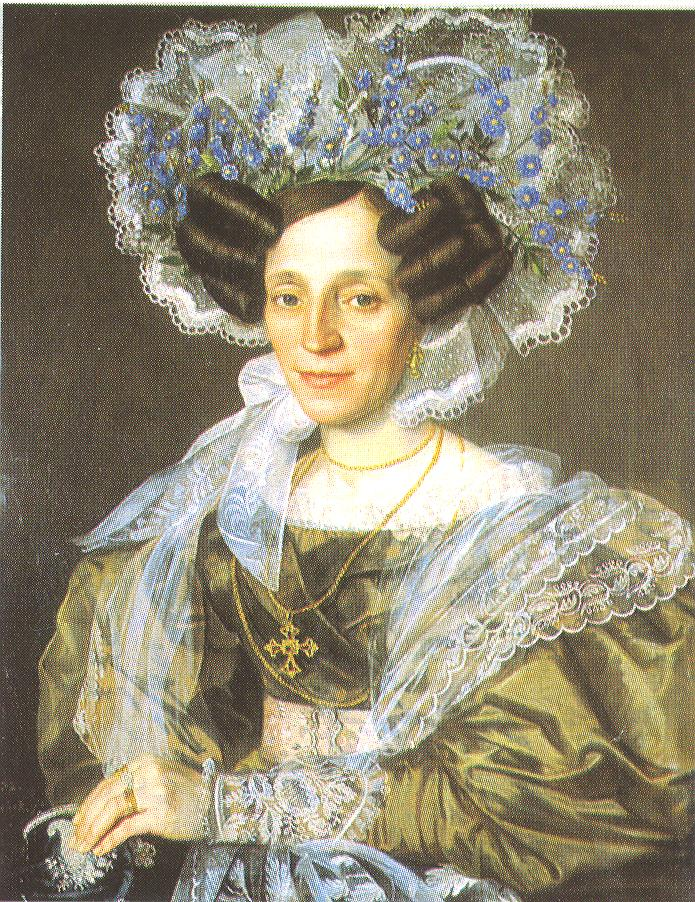
Barbora Lynková, la mare de Bedřich, el 1832

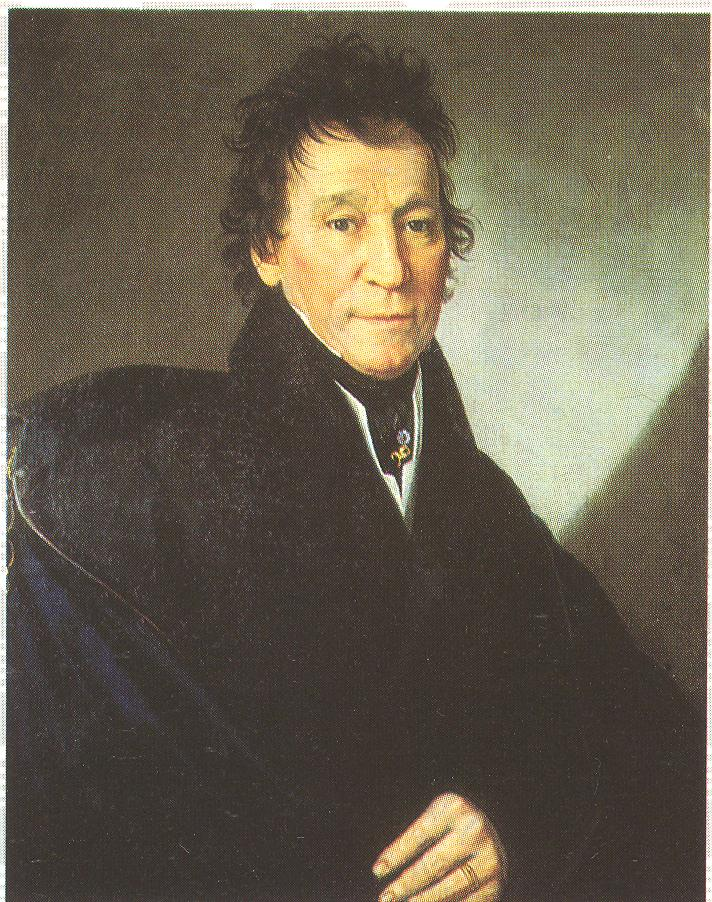
František Smetana, el pare de Bedřich, el 1832

Bedřich Smetana va néixer el 2 de març de 1824 a Litomyšl, a l'est de Praga, prop de l'antiga frontera entre Bohèmia i Moràvia, en aquell temps províncies de l'Imperi Habsburg. Va ser el tercer fill i únic baró de František Smetana i la seva tercera esposa Barbora Lynková. František era pare de vuit fills de dos matrimonis anteriors, dels quals només cinc filles van sobreviure a la infància, i amb Barbora va tenir deu fills més, dels quals set van arribar a l'edat adulta. En aquest moment, sota el domini dels Habsburg, l'alemany era la llengua oficial de Bohèmia. František sabia parlar txec, però per als negocis i en esdeveniments socials l'emprava molt poques vegades, i els seus fills mai no el van aprendre fins que no van arribar a una edat més avançada.

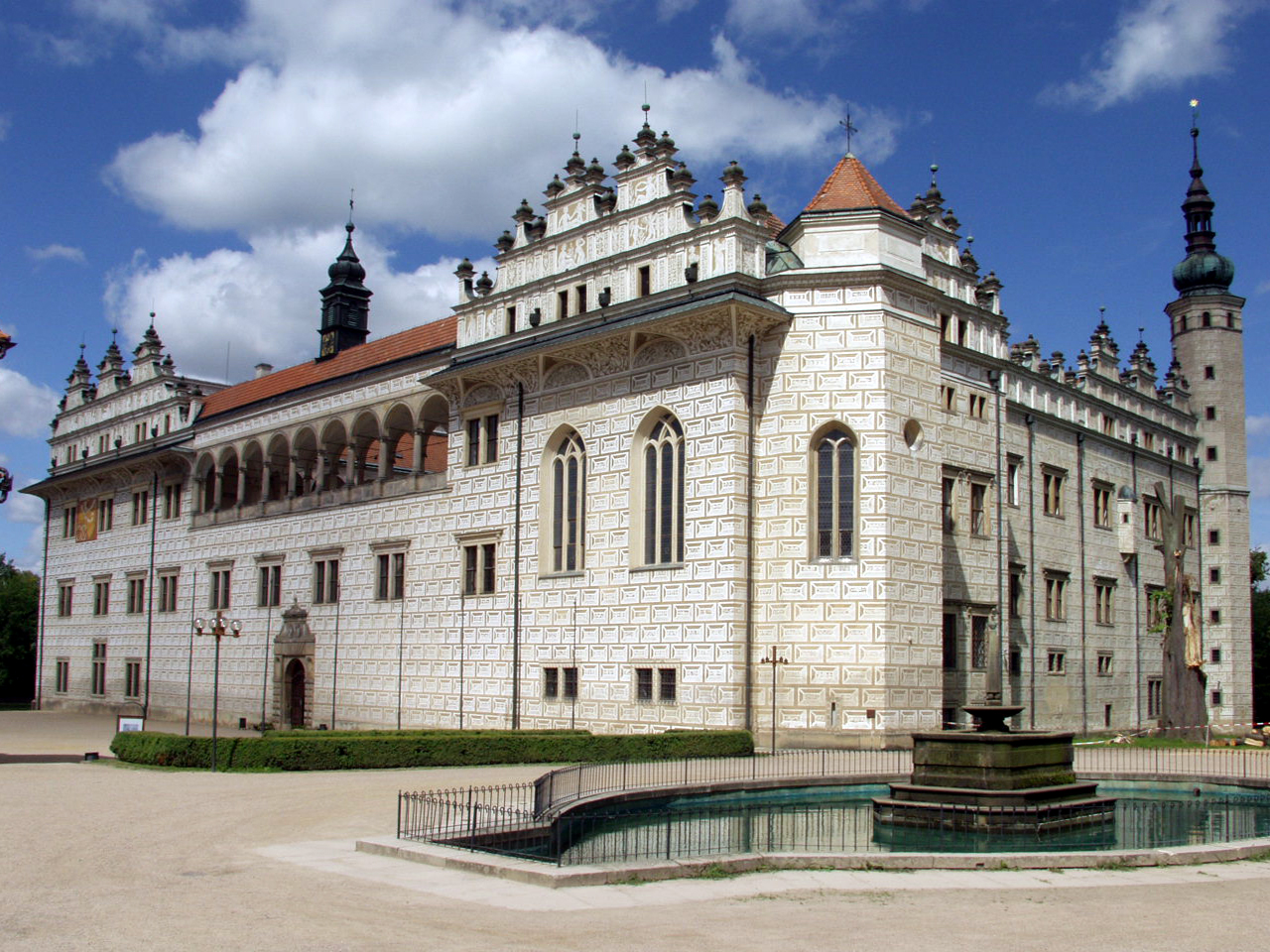
Castell del comte Waldstein, situat al lloc de naixement de Smetana, Litomyšl, a Bohèmia

La família de Smetana provenia de la regió bohèmia de Hradec Králové. František inicialment havia après l'ofici de cerveser i havia adquirit una riquesa moderada durant les Guerres Napoleòniques mitjançant el subministrament de roba i provisions a l'exèrcit francès. Posteriorment, va regentar diverses cerveseries abans de traslladar-se a Litomyšl, el 1823, com a fabricant de cervesa del comte Waldstein, el castell renaixentista del qual domina la ciutat.
El pare de Smetana tenia un do natural per la música, tot i no haver-ne estudiat, i va arribar a ser un violinista competent que tocava en un quartet de corda. Bedřich es va introduir al món de la música gràcies al seu pare i, l'octubre de 1830, a l'edat de sis anys, va fer la primera actuació en públic. En un concert celebrat a l'Acadèmia de Filosofia de Litomyšl va interpretar un arranjament per a piano de l'obertura de La Muette de Portici d'Auber, que va ser acollit de forma entusiasta. El 1831 la família es va traslladar a Jindřichův Hradec, al sud de Bohèmia, regió en la qual va créixer Gustav Mahler una generació més tard. Allà, Smetana va assistir a l'escola primària local i més tard al Gymnasium. També va estudiar violí i piano –en aquests cursos va descobrir les obres de Mozart i Beethoven– i va començar a compondre peces senzilles, de les quals una dansa, Kvapiček ('Petit galop'), sobreviu en forma d'esborrany.
El 1835, František es va retirar a una granja a la regió sud-oriental de Bohèmia. En no haver-hi cap escola local adequada, van enviar Bedřich a l'escola de Jihlava, on se sentia enyorat i incapaç d'estudiar. Després es va traslladar a l'escola premonstratenca de Německý Brod, on va ser feliç i va fer grans progressos. Entre els amics que hi va fer, hi havia el futur poeta revolucionari txec Karel Havlíček. La partida de Havlíček cap a Praga el 1838 potser va influir en el desig del mateix Smetana d'experimentar la vida a la capital. A l'any següent, amb l'aprovació de František, es va matricular a l'Escola Acadèmica de Gramàtica de Praga, sota el mestratge de Josef Jungmann, un distingit poeta i lingüista que, a més, era una figura principal del moviment de renaixement nacional txec.

### Músic aprenent

#### Primers passos

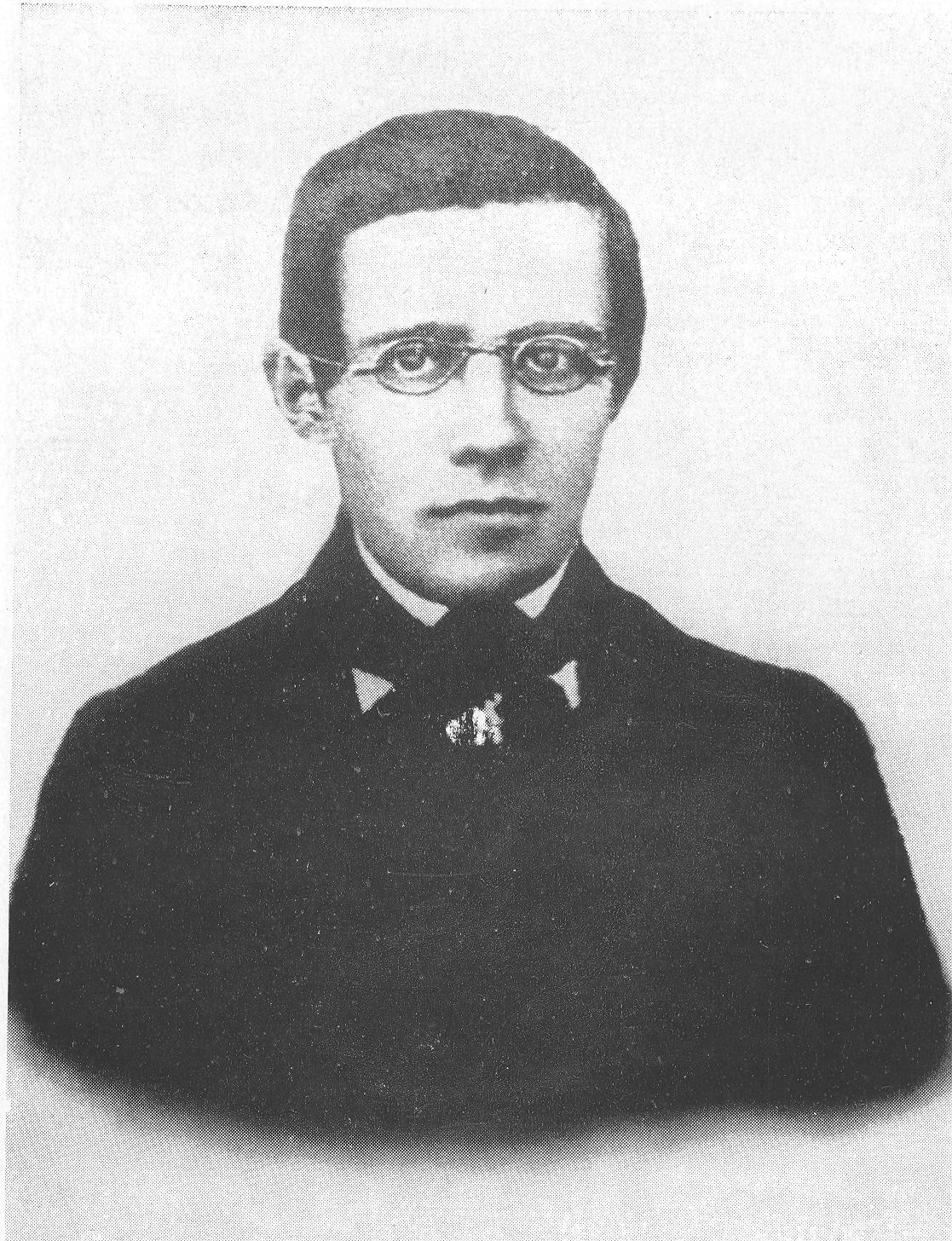
Bedřich com a estudiant el 1840, en un daguerreotip

Smetana va arribar a Praga la tardor de 1839. Aviat va començar a faltar a classes a causa de la seva poca adaptació a l'escola de Jungmann (els seus companys se'n burlaven pel seu comportament rústic). Assistia a concerts, visitava l'òpera, escoltava bandes militars i es va unir a un quartet de corda d'aficionats per al qual va compondre peces senzilles. Després que Liszt oferís diversos recitals de piano a la ciutat, es va convèncer que només trobaria satisfacció seguint una carrera musical. Segons li confiava al seu diari, «volia ser com Mozart en la composició i com Liszt en la tècnica». Tanmateix, tot va acabar quan František va descobrir l'absentisme escolar del seu fill i el van treure de la ciutat. František, en aquell moment, considerava que la música era un passatemps amb el qual entretenir-se, no una elecció per fer carrera. Temporalment van deixar Smetana a cura del seu oncle a Nové Město, on va tenir una breu relació amorosa amb la seva cosina Louisa. El compositor va commemorar la seva passió a La polca de Louisa, la composició completa més antiga de Smetana que ha arribat fins als nostres dies.
El seu cosí gran, Josef Smetana, professor de l'escola premonstratenca a Plzeň, es va oferir per supervisar l'ensenyament que li quedava per completar al noi, i l'estiu de 1840 Smetana va partir cap a aquesta ciutat. Hi va romandre fins que va completar els estudis, el 1843. Les seves habilitats com a pianista tenien molta requesta a les diverses vetllades musicals de la ciutat, on va gaudir d'una atrafegada vida social. Això va incloure una sèrie de relacions afectives, la més important de les quals amb Kateřina Kolářová, que havia conegut breument durant la seva infància primerenca. Smetana en va quedar completament captivat i va escriure al seu diari: «Quan no sóc amb ella és com si estigués assegut sobre brases i no em sento en pau». Va compondre diverses peces destinades a Kateřina, entre les quals dues Quadrilles, un duo per a veu i piano i un estudi incomplet per a la mà esquerra. També va compondre la primera peça orquestral, un minuet en si bemoll.

#### Estudiant i professor

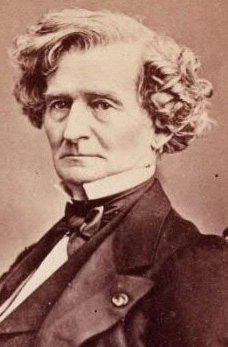
Hector Berlioz (1803-1869), una influència musical en els inicis de Smetana

Quan Smetana va completar la seva instrucció, la fortuna del seu pare havia disminuït. Malgrat que František volia que el fill seguís una carrera musical, no podia donar-li suport financer. L'agost de 1843, Smetana va partir cap a Praga amb vint florins i sense cap projecte de futur. Li mancava formació musical i, per tant, necessitava un mestre, i la mare de Kateřina Kolářová el va presentar a Josef Proksch, director de l'Institut de Música de Praga, en el qual estudiava Kateřina. Proksch utilitzava els mètodes d'ensenyament més moderns i s'hi estudiaven les obres de Beethoven, Chopin, Berlioz i el cercle de Leipzig de Liszt. El gener de 1844, Proksch va acordar agafar Smetana com a alumne i, alhora, les dificultats financeres del jove músic es van alleujar quan es va assegurar un lloc com a professor de música a la família d'un noble, el comte Leopold Thun.
Durant els següents tres anys, a més de fer classes de piano als fills de Thun, Smetana va estudiar teoria i composició amb Proksch. Les obres que va compondre en aquests anys són cançons, danses, bagatel·les, improvisacions i la Sonata per a piano en sol menor. El 1846, Smetana va assistir a uns concerts que va oferir Berlioz a Praga i, amb tota probabilitat, es va reunir amb el mestre francès en una recepció organitzada per Proksch. A casa del comte Thun va conèixer Clara i Robert Schumann i els va mostrar la seva darrera sonata, però no va aconseguir obtenir l'aprovació d'aquesta obra, ja que hi van detectar massa influència de Berlioz. Mentrestant, la seva amistat amb Kateřina havia florit. El juny de 1847, després de renunciar a la seva posició dins la llar dels Thun, Smetana la va recomanar perquè el substituís. Seguidament, va marxar de gira per Bohèmia amb l'esperança de forjar-se una reputació com a concertista de piano.

### Inicis de la seva carrera

#### Revolucionari
La gira de concerts de Smetana va rebre escàs suport econòmic, per la qual cosa va abandonar el projecte i va tornar a Praga, on es va guanyar la vida fent classes particulars a alumnes i amb aparicions ocasionals com a acompanyant en concerts de música de cambra. També va començar a treballar en la seva primera gran obra orquestral, l'Obertura en re major.
Durant un breu període de 1848, Smetana va ser un revolucionari. En el clima de canvi polític i d'agitació que es va estendre per Europa aquell any, un moviment prodemocràtic de Praga dirigit per l'antic amic de Smetana, Karel Havlíček, buscava aconseguir la fi del govern absolutista dels Habsburg per tal d'aconseguir una major autonomia política. Es va formar un exèrcit de ciutadans (Svornost) per defensar la ciutat contra un possible atac. Smetana va escriure una sèrie d'obres patriòtiques, on destaquen dues marxes dedicades respectivament a la Guàrdia Nacional Txeca i a la Legió d'Estudiants de la Universitat de Praga, i La cançó de la llibertat, amb lletra de Jan Kollár. El juny de 1848, quan els exèrcits dels Habsburg es van traslladar a reprimir les tendències rebels, Praga va ser atacada per les forces austríaques dirigides pel príncep de Windisch-Grätz. Com a membre de Svornost, Smetana va ajudar a dirigir les barricades instal·lades al pont de Carles. Aquell aixecament incipient va ser ràpidament aixafat, però Smetana es va deslliurar de la presó o de l'exili que en van rebre els líders com Havlíček. Durant el seu breu pas per Svornost, es va trobar amb l'escriptor i líder radical Karel Sabina, que més tard prepararia els llibrets per a les seves dues primeres òperes.

#### L'Institut de Piano

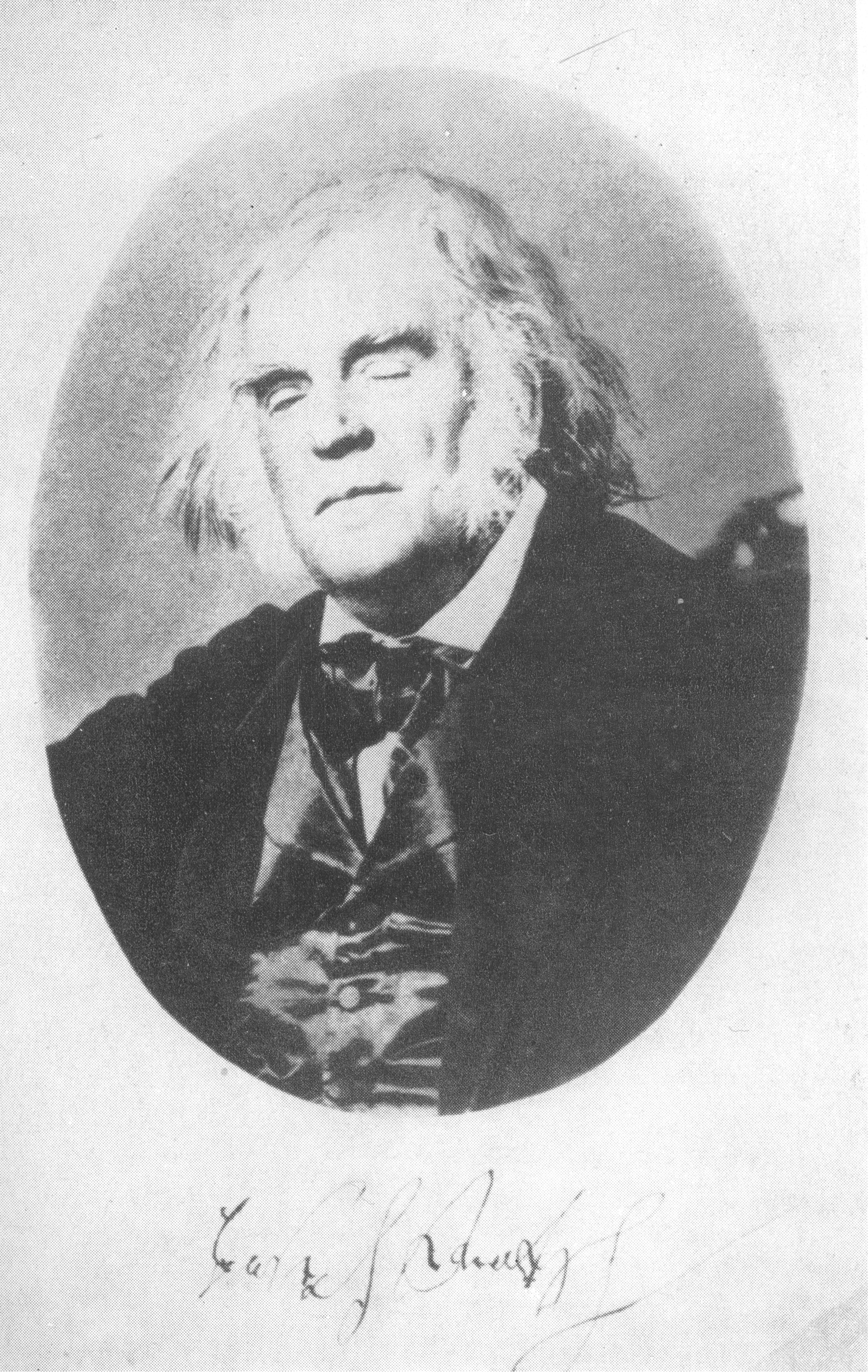
El mestre de Smetana Josef Proksch

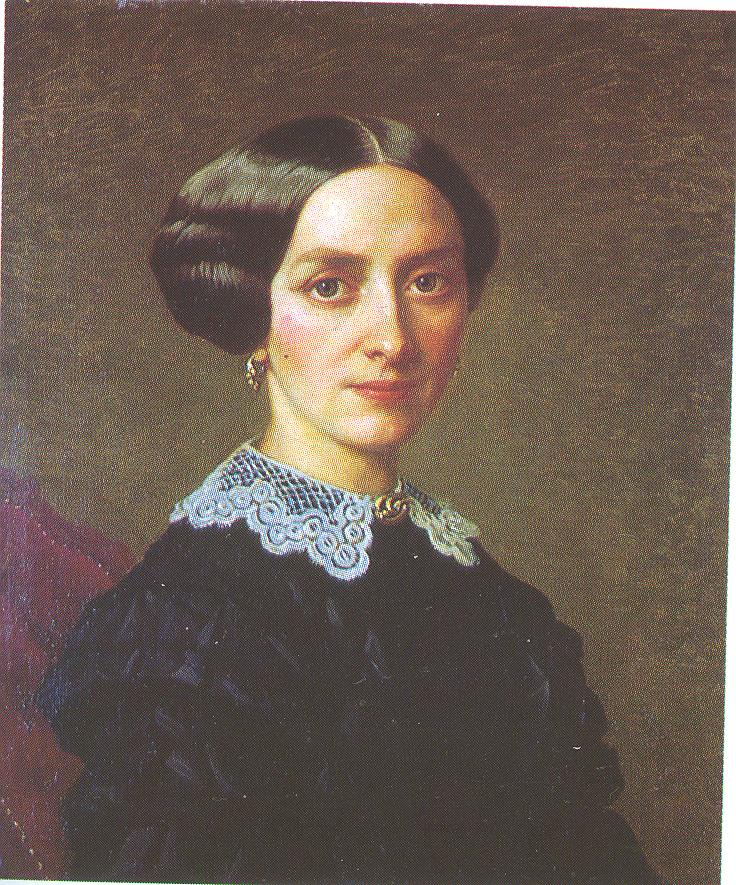
Kateřina, la primera dona de Smetana

Al començament de 1848, Smetana va escriure a Franz Liszt, que encara no coneixia personalment, demanant-li que acceptés la dedicatòria d'una obra per a piano, les Sis peces característiques, i que li recomanés un editor. També li va demanar un préstec de 400 florins per poder obrir una escola de música. Liszt va respondre cordialment l'acceptació de la dedicació i la promesa d'ajudar a trobar un editor, però no va oferir cap ajuda financera. Aquest estímul va ser el començament d'una amistat de gran valor per a Smetana en la seva carrera posterior. Malgrat que Liszt no li va proporcionar suport financer, Smetana va ser capaç de fundar un institut de piano a final d'agost de 1848, amb dotze alumnes. Després d'un període de dificultats, l'institut va començar a florir i es va posar una mica de moda, especialment entre els partidaris del nacionalisme txec, per als quals Smetana es començava a crear una certa reputació. Proksch va escriure sobre el suport de Smetana a la causa del seu poble i va dir que «podria convertir-se en el transformador de les meves idees en llengua txeca». El 1849, l'institut es va traslladar a la casa dels pares de Kateřina i va començar a atraure visitants distingits: Liszt hi assistia amb regularitat, i l'exemperador Ferran, que s'havia establert a Praga, acudia als concerts de tarda de l'escola. Les actuacions de Smetana en aquests concerts es van convertir en una característica reconeguda de la vida musical de Praga. En aquesta època de relativa estabilitat financera, Bedřich es va casar amb Kateřina el 27 d'agost de 1849. Fruit de la parella, entre 1851 i 1855 en van néixer quatre filles.

#### Compositor en potència
El 1850, tot i els seus sentiments revolucionaris, Smetana va acceptar el càrrec de pianista de la Cort al Castell de Praga, lloc de retir de l'emperador Ferran. Va continuar ensenyant a l'Institut de Piano i es va dedicar cada vegada més a la composició. Entre les seves obres, principalment per a piano, s'inclouen les Escenes de noces, la música de les quals seria utilitzada parcialment més endavant a La núvia venuda. També va escriure nombroses peces curtes experimentals reunides sota el nom de Fulls d'àlbum i una sèrie de polques. Entre 1853 i 1854 va treballar en una peça orquestral important, la Simfonia triomfal, composta per commemorar les noces de l'emperador Francesc Josep. La simfonia va ser rebutjada per la Cort Imperial, possiblement al·legant que la breu referència musical a l'himne nacional d'Àustria no era prou visible. Sense immutar-se, Smetana va contractar una orquestra pagada per ell per interpretar la simfonia al Saló de Konvikt, a Praga, el 26 de febrer de 1855. El treball va ser rebut amb fredor i el concert va ser un fracàs financer.

#### Tristesa personal i desencís professional

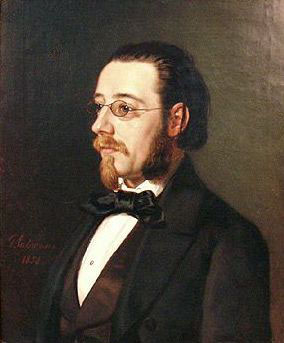
Un retrat a l'oli de Smetana (1854)

Entre 1854 i 1856, Smetana va patir una sèrie de desgràcies personals que el van colpir. El juliol de 1854, la seva segona filla, Gabriela, va morir de tuberculosi. Un any més tard, la seva filla gran, Bedřiška, que a l'edat de quatre anys ja mostrava signes de precocitat musical, va morir d'escarlatina. Smetana va escriure el Trio per a piano en sol menor, op. 15, com un homenatge a la seva memòria: va ser interpretat a Praga el 3 de desembre de 1855 i, segons el compositor, va ser rebut «amb severitat» per la crítica, tot i que va ser elogiat per Liszt. Les penes de Smetana van continuar: just després de la mort de Bedřiška, va néixer una quarta filla, Kateřina, però també va morir el juny de 1856. En aquestes dates li van diagnosticar tuberculosi a la dona de Smetana, Kateřina.
El juliol de 1856, Smetana va rebre la notícia de la mort a l'exili del seu amic revolucionari Karel Havlíček. El clima polític a Praga va ser una font addicional de tenebres, ja que l'esperança d'un govern més il·lustrat i la reforma social després de l'adhesió de Francesc Josep el 1848 s'havien esvaït, mentre que l'absolutisme austríac es reafirmava en la persona del baró Alexander von Bach. Malgrat el bon nom de l'Institut de Piano, l'opinió de Smetana com a pianista de concert era considerada generalment inferior a la de coetanis seus, com Alexander Dreyschock. Els crítics van reconèixer el «toc delicat i cristal·lí» de Smetana, més proper en l'estil a Chopin que a Liszt, però consideraven que la seva fragilitat física era un seriós inconvenient per a la seva ambició d'esdevenir intèrpret de concerts. El seu èxit interpretatiu més gran d'aquest període va ser la seva forma de tocar el Concert per a piano en re menor de Mozart, en un concert per celebrar el centenari del naixement del compositor austríac, el gener de 1856. El seu desencís envers la ciutat de Praga anava creixent i, potser influenciat pel relat de Dreyschock de les oportunitats que es trobaven a Suècia, Smetana va decidir buscar l'èxit en aquell país. L'11 d'octubre de 1856, després d'escriure als seus pares que «Praga no volia reconèixer-me, per tant la vaig deixar», va partir cap a Göteborg.

### Anys de viatges

#### Göteborg
Smetana inicialment se'n va anar a Göteborg sense Kateřina. En una carta a Liszt, va dir que la gent d'allà tenia poca sofisticació musical, però veia que era una oportunitat «per aconseguir un impacte que mai podria haver tingut a Praga». Unes setmanes després de la seva arribada hi va fer el seu primer recital, va obrir-hi una escola de música que ràpidament es va veure desbordada per la quantitat de sol·licituds i es va convertir en director de la Societat de Música Clàssica Coral de Göteborg. En pocs mesos Smetana havia aconseguit el reconeixement professional i social a la ciutat, tot i que tenia poc temps per a la composició: va esbossar dos projectes d'obres per a orquestra, titulades provisionalment Frithjof i El viatge del viking, que finalment va abandonar.

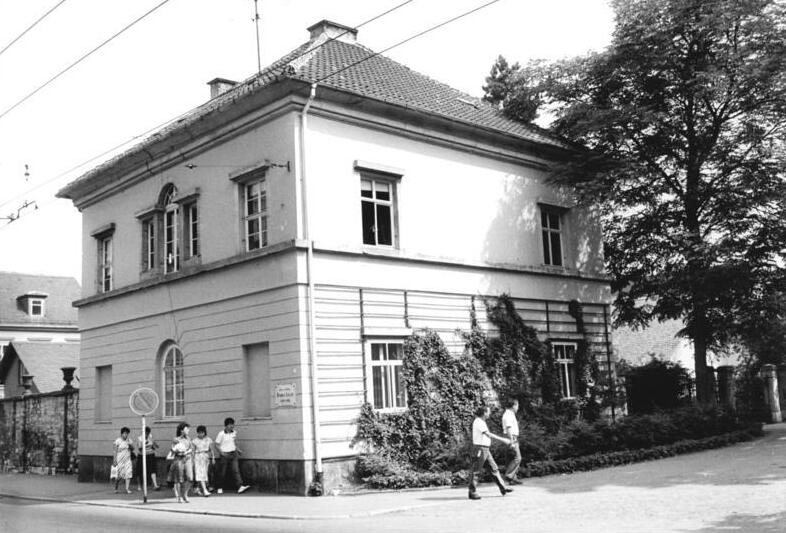
La casa de Liszt a Weimar

L'estiu de 1857, Smetana va tornar a Praga i hi va trobar Kateřina en un delicat estat de salut. Al juny, va morir František, el pare de Smetana. A la tardor, Smetana va tornar a Göteborg, ara amb Kateřina i la seva filla supervivent Žofie, però abans de fer-ho va visitar Liszt a Weimar. L'ocasió va ser la celebració del jubileu de Karl August Goethe-Schiller; Smetana va assistir a les representacions de la Simfonia Faust de Liszt i del poema simfònic Els ideals, que el va omplir d'energia i el va inspirar. Liszt va ser el principal mentor de Smetana al llarg de la vida creativa del compositor txec i en aquest moment crucial va ser capaç de fer-li reviure l'esperit i rescatar-lo del relatiu aïllament artístic que patia a Göteborg.
Havent tornat a Suècia, Smetana va trobar entre els seus nous alumnes una jove mestressa de casa, Fröjda Benecke, que al cap de poc temps es va convertir en la seva musa i la seva amant. En el seu honor, Smetana va transcriure dues cançons del cicle Die schöne Müllerin de Schubert i va transformar una de les seves primeres obres per a piano en una polca titulada La visió en el ball. També va començar a compondre a més gran escala. El 1858 va completar el poema simfònic Ricard III, la seva primera composició orquestral important des de la Simfonia triomfal. El va seguir El campament de Wallenstein, inspirat en la trilogia del drama de Wallenstein de Friedrich Schiller, i va començar un tercer poema simfònic titulat Håkon Jarl, basat en el drama tràgic del poeta danès Adam Oehlenschläger. També va escriure dues obres per a piano de gran extensió: Macbeth i les bruixes i un Estudi en do en l'estil de Liszt.

#### Dol, matrimoni i retorn a Praga

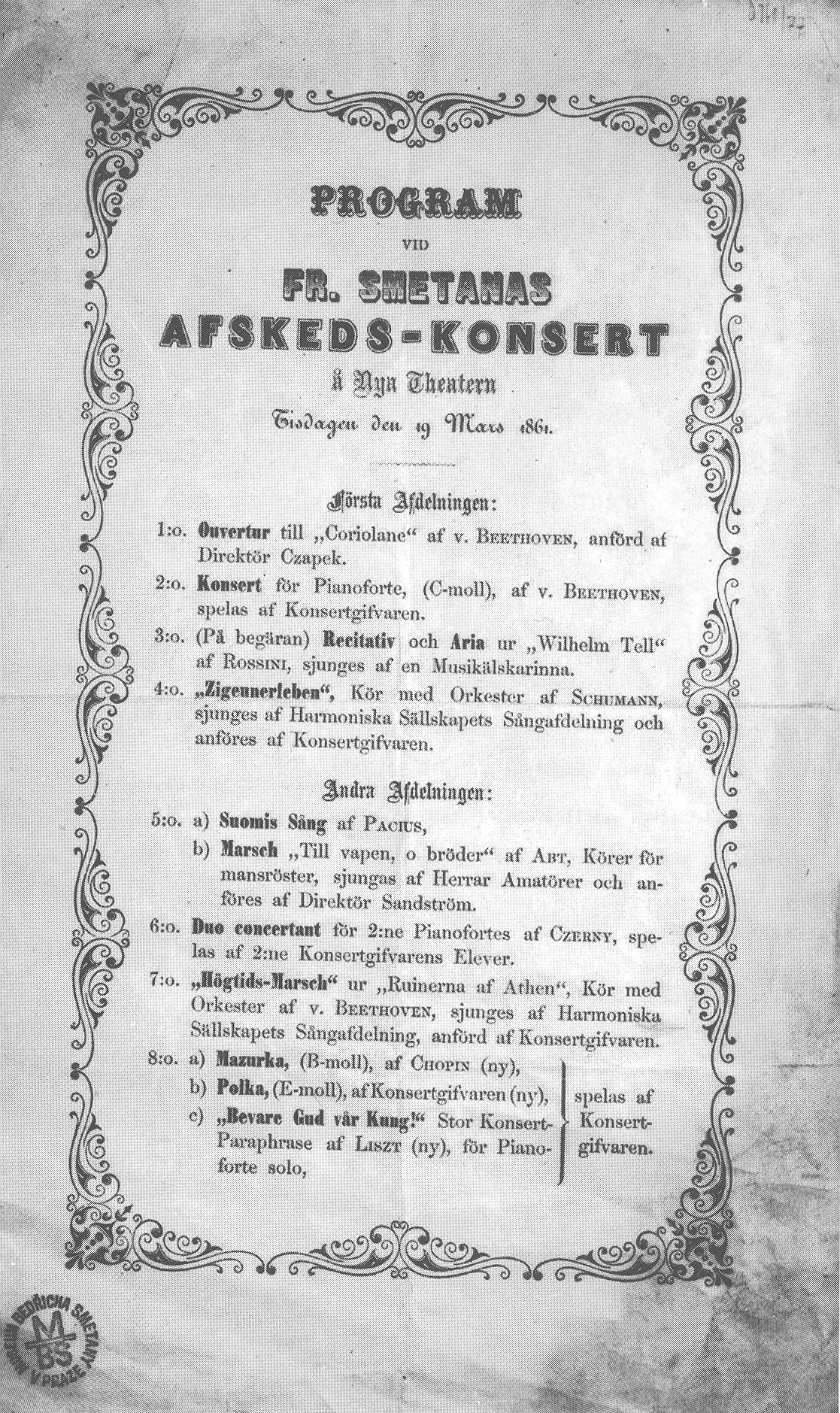
Cartell del concert de comiat de Bedřich Smetana a Göteborg (19 de març de 1861)

La salut de Kateřina va anar empitjorant i la primavera de 1859 ho va fer de manera irreversible. En el viatge de tornada a casa, va morir a Dresden el 19 d'abril de 1859. Smetana va escriure que havia mort «amb suavitat, sense nosaltres saber-ne res fins que el silenci em va cridar l'atenció cap a ella». Després de deixar la Žofie amb la mare de Kateřina, Smetana va passar un temps amb Liszt a Weimar, on va entrar en contacte amb l'òpera còmica Der Barbier von Bagdad de Peter Cornelius, alumne de Liszt. Aquesta obra havia d'influir sobre la carrera posterior de Smetana com a compositor d'òpera. Aquell mateix any es va quedar amb el seu germà petit Karel i es va enamorar de la cunyada d'aquest, Barbora (Bettina) Ferdinandiová, setze anys més jove que ell. Li va proposar matrimoni i mentrestant va tornar a Göteborg durant l'hivern de 1859-60. El matrimoni va tenir lloc l'any següent, el 10 de juliol de 1860, després del qual Smetana i la seva nova esposa van tornar a Suècia per una última temporada. La culminació de l'estada en aquest país es va esdevenir l'abril de 1861 amb una actuació de piano a Estocolm, a la qual va assistir la família reial sueca. La primera filla de la parella, Zdeňka, va néixer el setembre de 1861.

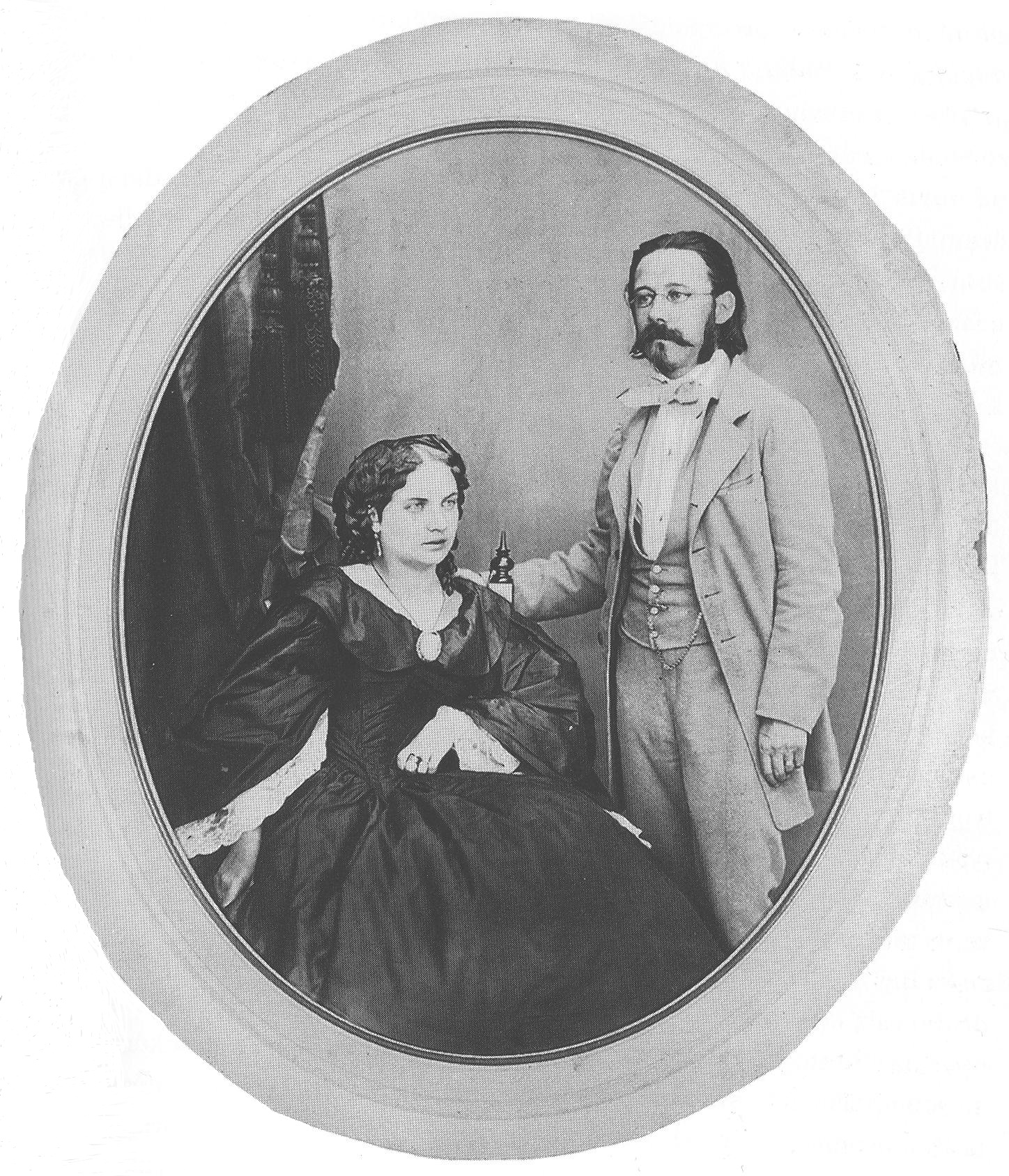
Bedřich Smetana i Bettina, la seva segona dona, el 1860

Mentrestant, la derrota de l'exèrcit de Francesc Josep a Solferino el 1859 havia debilitat l'imperi dels Habsburg i va comportar la caiguda de Von Bach. Això va propiciar un ambient cada vegada més il·lustrat a Praga i el 1861 Smetana va poder preveure les perspectives d'un futur millor per al nacionalisme i la cultura txecs. Abans de decidir el seu propi futur, al setembre, Smetana va emprendre una gira de concerts pels Països Baixos i Alemanya. Encara esperava forjar-se una reputació com a pianista, però de nou va experimentar el fracàs. De nou a Praga, va dirigir la interpretació de Ricard III i El campament de Wallenstein a la sala de concerts de l'illa de Žofín el gener de 1862, que van ser rebudes de manera molt discreta. Els crítics el van acusar d'identificar-se massa amb la Nova Escola Alemanya, representada principalment per Liszt; Smetana va respondre que «ningú no és profeta a la seva terra». El març de 1862 va realitzar una última visita breu a Göteborg, però la ciutat ja no li oferia cap mena d'interès, ja que la trobava massa provinciana, i, malgrat les dificultats, va decidir buscar el seu futur musical a Praga: «La ciutat on vaig néixer la tinc tan arrelada al cor que només aquí hi puc trobar satisfacció. Per tant, m'hi sacrificaré».

### Un referent nacional

#### Tot cercant el reconeixement

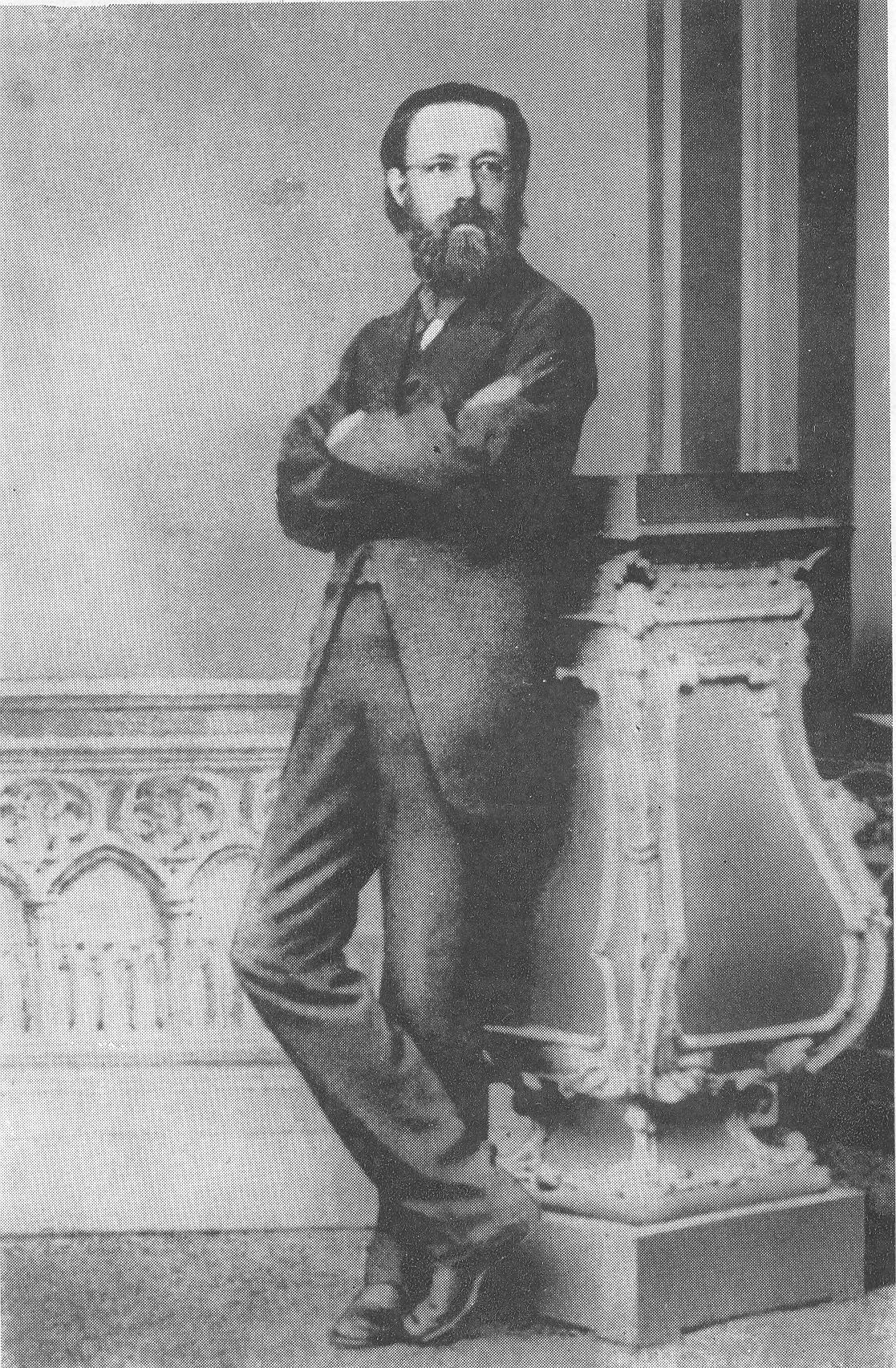
Smetana pels volts de 1860

El 1861 es va anunciar la construcció d'un teatre provisional que havia de ser la nova llar de l'òpera txeca. i Smetana hi va veure una oportunitat d'escriure i representar-hi òpera que reflectís el caràcter nacional txec, imitant la representació de la vida russa de les òperes de Mikhaïl Glinka. Esperava que el tinguessin en consideració per a la direcció musical del teatre, però el càrrec el van oferir a Jan Nepomuk Mayr, ja que sembla que la facció conservadora que duia endavant el projecte considerava Smetana un «modernista perillós», massa dependent de compositors avantguardistes com Liszt i Wagner. Smetana després va centrar la seva atenció en un concurs d'òpera, organitzat pel comte Jan von Harrach, que oferia premis de 600 ducats a cadascuna de les millors òperes còmiques i històriques basades en la cultura txeca. Sense cap model útil en el qual basar l'obra (l'òpera txeca com a gènere gairebé no existia), Smetana havia de crear el seu propi estil. Va contractar Karel Sabina, el seu company de barricades de 1848, com a llibretista, i en va rebre el text el febrer de 1862: una història de la invasió de Bohèmia al segle xiii per part d'Otó de Brandenburg. L'abril de 1863 en va presentar la partitura, amb el títol d'Els brandenburguesos a Bohèmia.
En aquesta etapa de la seva carrera, Smetana no dominava gaire la llengua txeca escrita. Els txecs de la seva generació havien estat educats en alemany, per això tenia dificultat per expressar-se en la seva llengua nativa. Per superar aquestes deficiències lingüístiques va estudiar gramàtica txeca i es va autoimposar com a norma escriure i parlar en txec sempre. Va arribar a dirigir el cor de la societat coral nacionalista Hlahol poc després del seu retorn de Suècia i, com que la seva fluïdesa en txec havia millorat, va compondre cors patriòtics per aquesta coral; Els tres genets i El renegat van ser interpretats en concerts al començament de 1863. El març d'aquest any, Smetana va ser elegit president de la secció de música de l'Umělecká Beseda, una societat d'artistes txecs. El 1864 era prou competent en txec per ser nomenat crític de música en el primer diari escrit en aquesta llengua, el Národní Listy. Mentrestant, Bettina havia tingut una altra filla, Božena.
El 23 d'abril de 1864, Smetana va dirigir la simfonia coral Roméo et Juliette de Berlioz en un concert per celebrar el tricentenari del naixement de William Shakespeare, afegint al programa la seva pròpia Marxa del festival de Shakespeare. Aquell any, l'oferiment de Smetana per dirigir el Conservatori de Praga no havia tingut èxit. Smetana havia posat grans esperances en aquest nomenament: «Els meus amics tracten de convèncer-me que aquest lloc podria haver estat creat especialment per a mi», va escriure a un amic suec. Les seves esperances es van veure frustrades un cop més per la seva afiliació amb Liszt, que percebien com un personatge radical, de manera que el comitè va nomenar el conservador patriota Josef Krejčí per al lloc. Van passar gairebé tres anys abans que Smetana fos declarat guanyador del concurs d'òpera de Harrach. Abans d'això, el 5 de gener de 1866, Els brandenburguesos s'havia interpretat amb una acollida entusiasta al Teatre Provisional, tot i la forta oposició de Mayr, el qual s'havia negat a assajar o dirigir l'obra. El llenguatge era massa avançat per al gust de Mayr, però l'òpera va ser finalment posada en escena sota la direcció del compositor mateix. «Em van fer sortir a l'escenari nou vegades», va escriure Smetana, subratllant que s'havien venut totes les entrades i els crítics l'havien omplert d'elogis. La historiadora de la música Rosa Newmarch considera que, encara que Els brandenburguesos no ha resistit la prova del temps, conté tots els gèrmens de l'art operístic de Smetana.

#### Mestre d'òpera

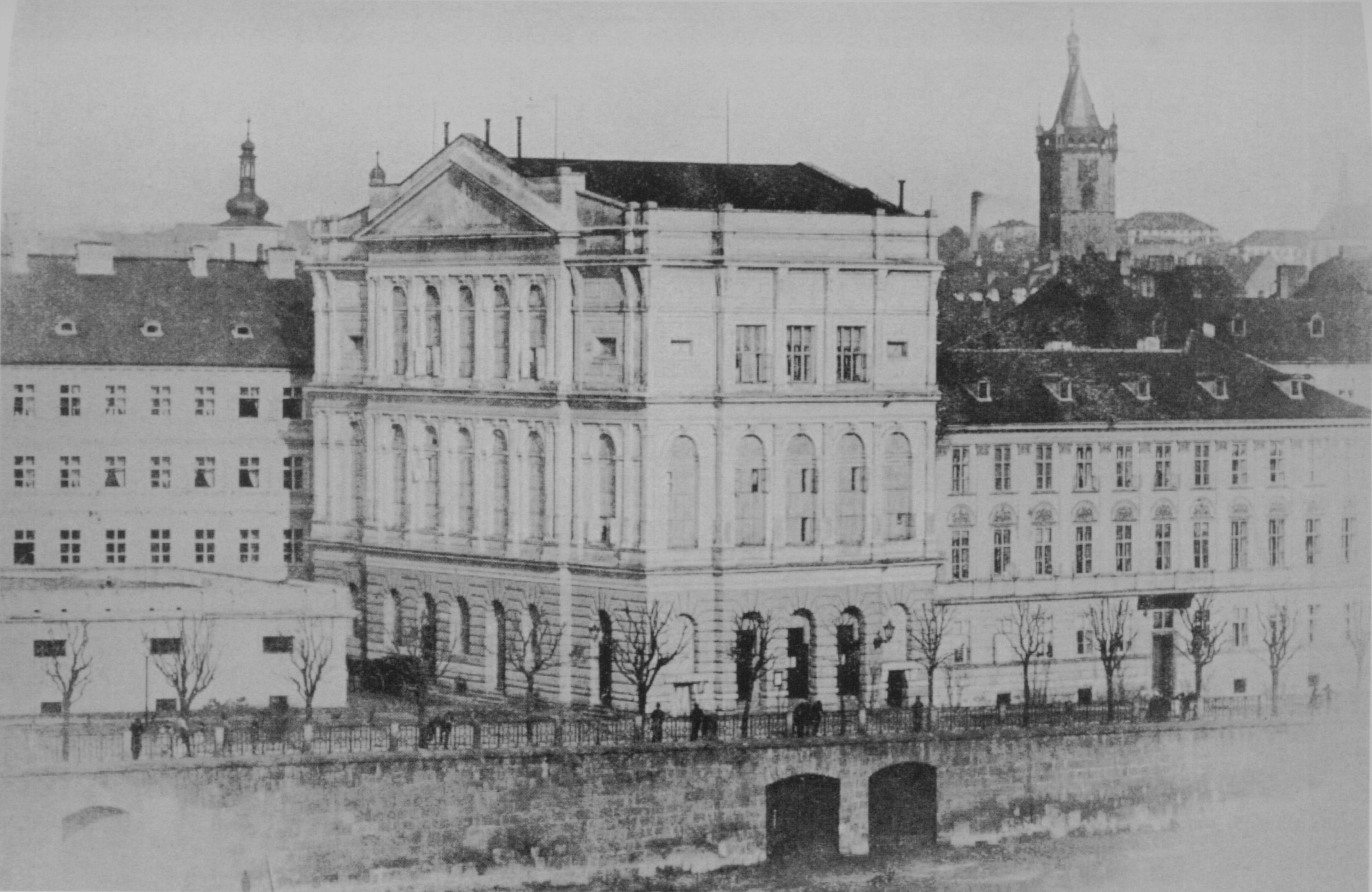
El Teatre Provisional de Praga

El juliol de 1863, Sabina li havia lliurat el llibret per a una segona òpera, una comèdia lleugera titulada La núvia venuda, la qual Smetana va compondre durant els següents tres anys. A causa de l'èxit dels brandenburguesos, la gestió del Teatre Provisional va accedir a representar la nova òpera, que es va estrenar el 30 de maig de 1866, en la seva versió original en dos actes amb diàleg parlat. L'òpera va haver de passar per diverses revisions i reestructuracions abans d'arribar a la forma definitiva en tres actes que en el seu moment va establir la reputació internacional de Smetana. L'estrena va ser un fracàs, es va dur a terme en una de les nits més perilloses de l'any, a les vigílies de la Guerra Austroprussiana amb Bohèmia sota imminent amenaça d'invasió per part de les tropes prussianes. Com era d'esperar l'esdeveniment amb prou feines va rebre públic i els ingressos no van cobrir les despeses. Quan es va presentar al Teatre Provisional en la seva forma definitiva, el setembre de 1870, va tenir un gran èxit de públic.
El 1866, en ser el compositor de Els brandenburguesos, obra que presenta les connotacions de l'agressió militar alemanya, Smetana va pensar que podria ser el blanc dels invasors prussians, per la qual cosa es va absentar de Praga fins al cessament de les hostilitats. Va tornar al setembre, i gairebé immediatament va aconseguir el que venia anhelant des de feia molt temps: el nomenament com a director principal del Teatre Provisional, amb un sou anual d'1.200 florins. En absència de suficients obres d'òpera txeca, en la seva primera temporada Smetana va presentar obres clàssiques de Weber, Mozart, Donizetti, Rossini i Glinka, amb una reestrena de la seva pròpia obra La núvia venuda. La producció que va realitzar Smetana d'Una vida pel tsar de Glinka va enfurismar al defensor d'aquest, Mili Balàkirev, que va reaccionar de manera enèrgica. Això va causar una enemistat perllongada entre els dos homes. El 16 de maig de 1868, Smetana, en representació dels músics txecs, va ajudar a posar el seu granet de sorra per al futur Teatre Nacional, escrivint una Obertura festiva per a l'ocasió. Aquesta mateixa nit, la tercera òpera de Smetana, Dalibor, es va estrenar en el Nou Teatre de Praga. Encara que el seu acolliment inicial va ser càlid, les revisions la qualificaven de pobra i Smetana es va rendir davant el seu fracàs. Aquesta òpera es va convertir en la base d'una sèrie d'atacs cap a Smetana, seguida d'un esforç dirigit a expulsar-lo del seu càrrec com a director del Teatre Provisional.

#### Oposició
Al principi de la seva direcció musical, Smetana es va guanyar l'enemistat del poderós František Pivoda, director de l'Escola de cant de Praga. Anteriorment partidari de Smetana, Pivoda va ser perjudicat quan Smetana va contractar nous talents de l'estranger en comptes de cantants de l'escola de Pivoda. En una correspondència pública cada cop més amarga, Pivoda va afirmar que Smetana utilitzava la seva posició per seguir la seva pròpia carrera, a costa d'altres compositors.
Per tant, Pivoda va estar en desacord amb Dalibor, qualificant-la com un exemple d'extrem wagnerisme i per tant, inadequat com un model per a l'òpera nacional txeca. El wagnerisme suposa l'adopció de les teories de Wagner d'adoptar un paper continuat de l'orquestra i la construcció d'un drama musical integrat, en lloc d'anar encaixant junts els números lírics. El president del Teatre Provisional, František Rieger, havia acusat a Smetana per primera vegada de tendències wagnerianes després de la primera representació de Els brandenburguesos, i la qüestió finalment va dividir a la societat musical de Praga. El crític musical Otakar Hostinsky va creure que les teories de Wagner havien de ser la base de l'òpera nacional i va argumentar que Dalibor va ser el començament en la «direcció correcta». El bàndol contrari, dirigit per Pivoda, recolzava els principis de l'òpera italiana, en la qual la veu en comptes de l'orquestra havia de ser el recurs dramàtic predominant.
Fins i tot dins del mateix teatre hi havia divisió. Rieger va liderar una campanya per expulsar Smetana de la direcció musical i va tornar a nomenar Mayr, i al desembre de 1872 una petició signada per 86 abonats al teatre va demanar la renúncia de Smetana. El ferm suport del vicepresident Antonín Cisek i un ultimàtum de destacats músics entre els quals s'hi comptava Antonín Dvořák van assegurar la pervivència de Smetana en el càrrec. El gener de 1873 va ser nomenat director artístic, amb un salari major i una major responsabilitat.
Smetana va anar portant gradualment més òperes de compositors txecs emergents al teatre, però poc de la seva pròpia obra. El 1872 havia completat la seva monumental quarta òpera, Libuše, la seva obra més ambiciosa fins a la data, però es va retardar la seva estrena per a la futura obertura del Teatre Nacional. Les maquinacions de Pivoda i els seus partidaris van distreure Smetana de la composició i es va enutjar encara més quan La núvia venuda va ser interpretada a Sant Petersburg, el gener de 1871. Encara que el públic va ser entusiasta, els informes de premsa foren hostils, descrivint l'obra com que «no era millor que la d'un noi de catorze anys talentós». Smetana es va sentir profundament ofès i va culpar al seu antic adversari, Balakirev, per provocar sentiments negatius en contra de la seva òpera.

### Última dècada

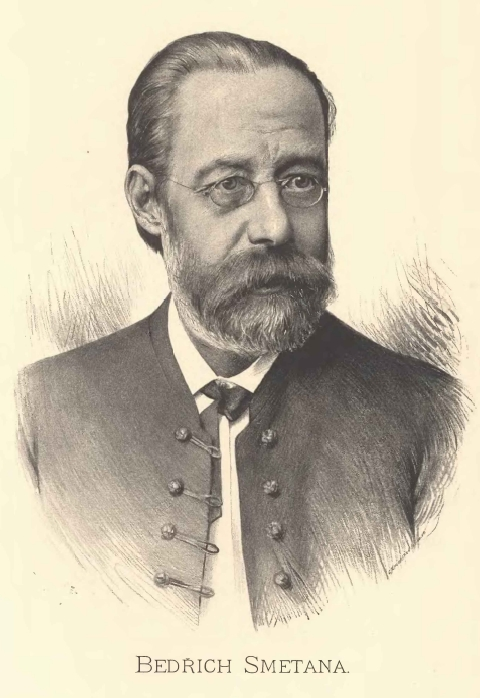
Smetana pintat per Jan Vilímek

#### Sordesa
En el descans després de la seva reelecció, Smetana es va concentrar en la seva cinquena òpera, Les dues vídues, composta entre juny de 1873 i gener de 1874. Després de la seva estrena en el Teatre Provisional el 27 de març de 1874, els partidaris de Smetana li van regalar una batuta decorada. Però els seus opositors van continuar atacant-lo, comparant la seva direcció musical de manera desfavorable amb el mandat de Mayr i al·legant que sota el mandat de Smetana «l'òpera txeca emmalalteix de mort almenys una vegada a l'any». L'estiu, va ser Smetana qui va emmalaltir. Una infecció a la gorja va ser seguida d'una erupció cutània i d'una obstrucció severa a les orelles. A mitjan agost, en no poder treballar, va delegar les seves funcions al seu adjunt, Adolf Čech. Un comunicat de premsa va dir que Smetana «havia emmalaltit com a resultat de la tensió nerviosa causada recentment per certes persones».
El setembre, Smetana va dir al teatre que renunciaria del seu càrrec llevat que la seva salut millorés. S'havia tornat completament sord de l'orella dreta i l'octubre també va perdre l'audició en la seva orella esquerra. Després de la seva dimissió, el teatre li va oferir una pensió anual de 1.200 florins per tenir el dret permanent a representar les seves òperes, un acord que Smetana va acceptar a contracor. Els diners recaptats a Praga pels seus antics alumnes i per la seva antiga amant Fröjda Benecke a Götemburg va ascendir a 1.244 florins. Això va permetre Smetana de buscar tractament mèdic a l'estranger, però no va tenir èxit. El gener de 1875, Smetana va escriure en el seu diari: «Si la meva malaltia és incurable, preferiria ser alliberat d'aquesta vida». El seu ànim es va reduir en aquest moment per un deteriorament en la seva relació amb Bettina, principalment sobre assumptes monetaris. «No puc viure sota el mateix sostre amb una persona que m'odia i em persegueix», li va informar Smetana. Encara que es va plantejar el divorci, la parella va seguir unida però van ser infeliços.

#### Floriment tardà
Malgrat l'empitjorament de la seva salut, Smetana va continuar component. El juny de 1876, Bettina i les seves dues filles van abandonar Praga per anar a Jabkenice, a la casa de la seva filla major Žofie, on, comptant amb un entorn tranquil, Smetana va ser capaç de treballar sense ser molestat. Abans de deixar Praga, havia començat un cicle de sis poemes simfònics, anomenat Má vlast  ('La meva pàtria'), completant les dues primeres peces, anomenades Vyš ehrad i Vltava, que van ser interpretades a Praga el 1875. A Jabkenice, Smetana va compondre els quatre moviments restants i el cicle es va estrenar el 5 de novembre 1882 sota la batuta d'Adolf Čech. Altres obres importants compostes en aquests anys van ser el Quartet de corda núm. 1 De la meva vida, una sèrie de danses txeques per a piano, diverses peces corals i altres tres òperes: El petó, El secret i El mur del diable, les quals es van estrenar entre 1876 i 1882.

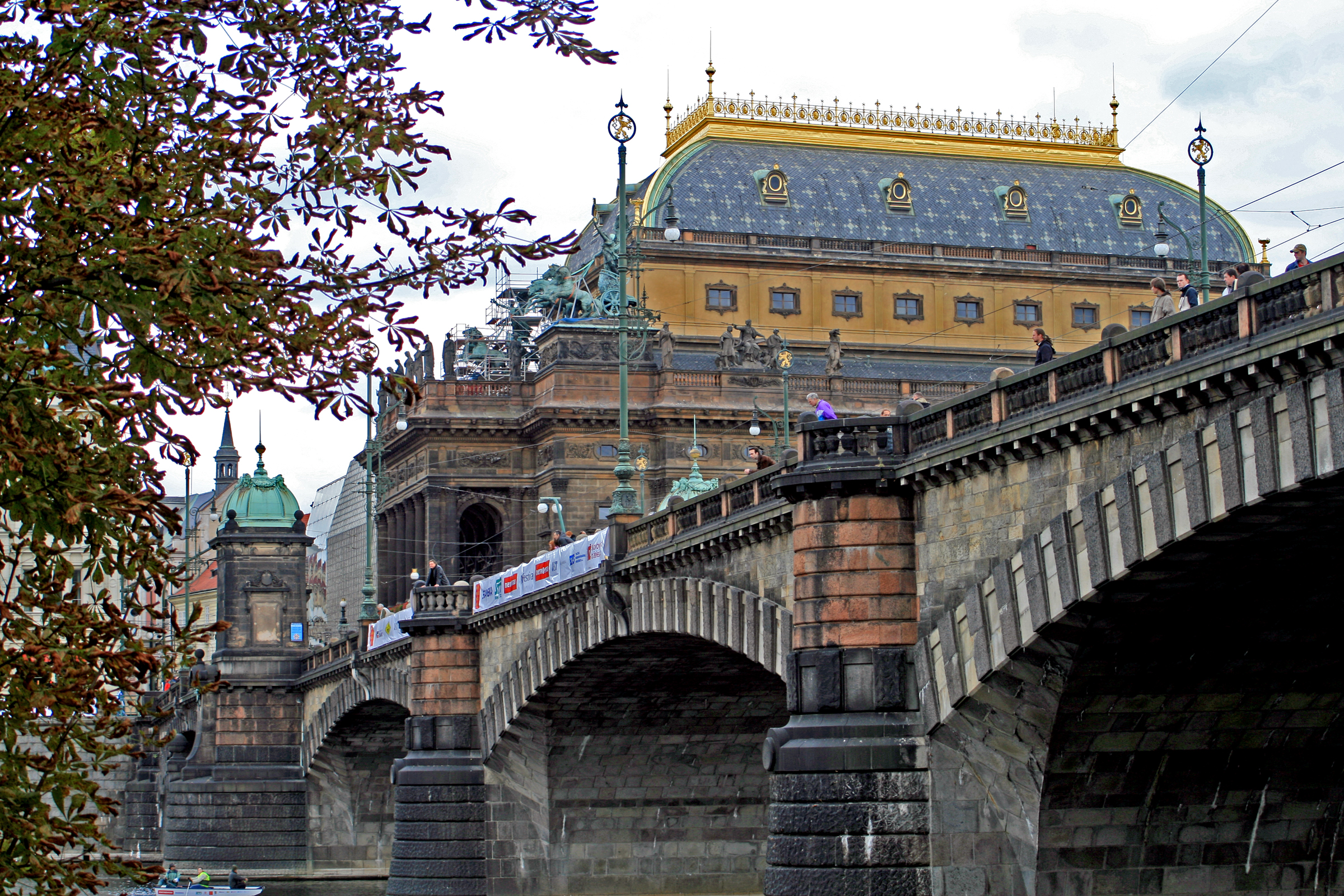
El Teatre Nacional de Praga, inaugurat en 1881, va ser destruït per un incendi i reconstruït en 1883

L'estrena de l'òpera de Smetana Libuše, retardat durant molt de temps, finalment va arribar quan el Teatre Nacional va ser inaugurat l'11 de juny de 1881. No li havien donat entrades per a l'estrena, però en l'últim moment va ser convidat a acudir a la llotja del director del teatre. El públic va rebre l'obra amb entusiasme i van sol·licitar la presència de Smetana a l'escenari en diverses ocasions. Poc després d'aquesta representació, el nou teatre va ser destruït pel foc i, malgrat les seves malalties, Smetana va ajudar a recaptar fons per a la reconstrucció. El teatre restaurat va reobrir el 18 de novembre de 1883, de nou amb Libuše.
En aquests anys es va anar reconeixent cada cop més a Smetana com el principal exponent de la música nacional txeca. Aquest prestigi va ser celebrat mitjançant diversos esdeveniments durant els últims anys del compositor. El 4 de gener 1880, va tenir lloc un concert especial a Praga que va marcar el 50è aniversari de la seva primera actuació en públic. Smetana va assistir i va interpretar el seu Trio per a piano en sol menor, obra de 1855. El maig de 1882 La núvia venuda va tenir la seva representació número 100, un fet sense precedents en la història de l'òpera txeca i va ser tan popular que s'escenificaria una repetició de la «representació número cent». Es va organitzar un concert de gala i un banquet en honor de Smetana en el seu seixantè aniversari el març de 1884, però estava massa malalt per poder-hi assistir.

### Malaltia i mort

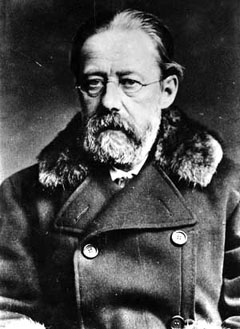
Smetana, el 1883

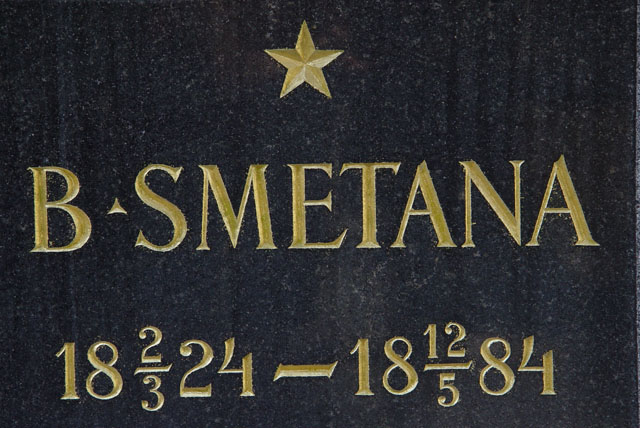
Làpida de Smetana en el cementiri Vyšehrad (Praga)

El 1879 Smetana havia escrit a un amic, el poeta txec Jan Neruda, revelant els temors de l'aparició de la bogeria. L'hivern de 1882-83 estava experimentant depressió, insomni i al·lucinacions, juntament amb marejos, enrampades i pèrdua temporal de la parla. El 1883 va començar a escriure una nova suite simfònica, Carnestoltes a Praga, però no va poder acabar més que una introducció i una polonesa. Va començar una nova òpera, anomenada Viola, basada en el personatge de La nit de reis de Shakespeare, però només va escriure uns pocs fragments a causa del seu estat mental deteriorat gradualment. L'octubre de 1883 el seu comportament en una recepció privada a Praga va pertorbar als seus amics; a mitjan febrer 1884 havia deixat de ser coherent i es tornava violent periòdicament. El 23 d'abril la seva família, incapaç d'encarregar-se d'ell per més temps, el va portar al manicomi Kateřinky de Praga, on va morir el 12 de maig de 1884.

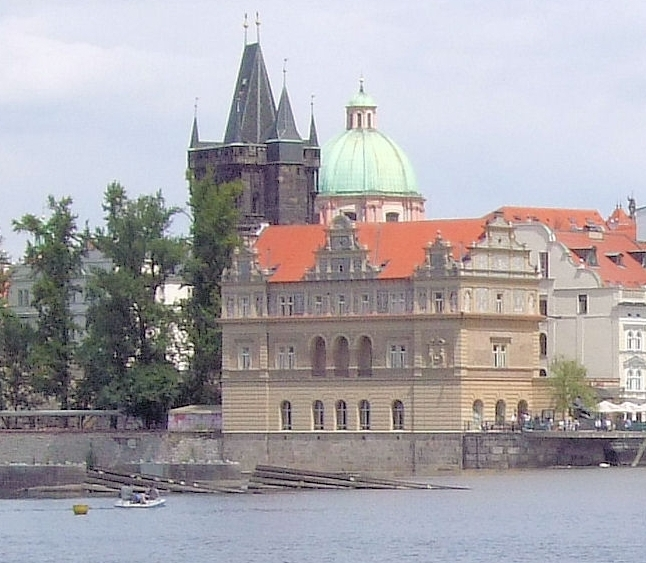
El Museu Bedřich Smetana en les ribes del riu Moldava, a Praga

L'hospital va registrar la causa de la mort com demència senil. No obstant això, la família de Smetana creu que el seu declivi físic i mental es devia a la sífilis. Una anàlisi de l'informe de l'autòpsia, publicat pel neuròleg alemany Ernst Levin el 1972, va arribar a la mateixa conclusió. Les proves dutes a terme pel professor Emanuel Vlček a la fi del segle XX en mostres de teixit muscular del cos exhumat de Smetana van proporcionar més evidències de la malaltia. No obstant això, aquesta investigació ha estat qüestionada pel metge txec Jiri Ramba, el qual ha argumentat que les proves de Vlček no proporcionen una base sòlida per a una conclusió fiable, citant l'edat i l'estat dels teixits, i destaca que els símptomes reportats en Smetana són incompatibles amb la sífilis.
El funeral de Smetana va tenir lloc el 15 de maig en l'església de Týn, al Barri Vell de Praga. La processó posterior al cementiri Vyšehrad va ser conduïda pels membres de la Hlahol, portant torxes, i seguida per una gran multitud. La tomba més tard es va convertir en un lloc de peregrinació per als amants de la música que visitaven Praga. La tarda del funeral, va prosseguir amb la interpretació al Teatre Nacional de La núvia venuda, tal com estava programada, però l'escenari va estar cobert amb un drap negre com a senyal de dol.
Smetana va deixar després de la seva mort a Bettina, les seves filles Zdeňca i Božena i a Žofie. Cap d'elles va tenir un paper significatiu en la vida musical de Smetana. Bettina va viure fins al 1908; Žofie, que s'havia casat amb Josef Schwarz el 1874, va morir abans que la seva mare, el 1902. Les filles menors van acabar casant-se, vivint les seves vides lluny de la mirada pública. Un memorial permanent a la vida de Smetana i la seva obra és el Museu de Smetana a Praga, fundat el 1926 a l'Institut de Musicologia de la Universitat de Carles. El 1936, el museu es va traslladar a l'edifici antic de proveïment d'aigua a la vora del Moldava i des de 1976 ha format part del Museu Txec de la Música.

## Música
Smetana va ser el primer compositor que va utilitzar elements específicament txecs en la seva música. Les seves òperes es basen en temes txecs i va utilitzar molts ritmes i melodies del folklore txec en les seves composicions. Els brandemburguesos a Bohèmia és la primera òpera escrita totalment en txec. Va influir notablement en Antonín Dvorák i Leóš Janáček.

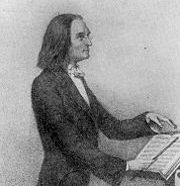
Franz Liszt (1811-1886) va ser la principal influència de Smetana al llarg de la seva carrera compositiva.

Els materials principals sobre els quals Smetana inspirava el seu art, d'acord amb Newmarch, eren el Nacionalisme, el Realisme i el Romanticisme. Una característica particular de tota la seva música tardana és el seu caràcter descriptiu: totes les seves composicions principals, a part de les òperes, estan supeditades a programes i algunes són específicament autobiogràfiques. Els defensors de Smetana han reconegut la gran influència en la seva obra de compositors com Liszt, Wagner i Berlioz, els «progressistes», mentre que aquests mateixos sovint han restat la importància dels compositors «tradicionalistes» com Rossini, Donizetti, Verdi i Meyerbeer.

### Obres per a piano
Totes, excepte unes poques composicions realitzades amb anterioritat a la partida de Smetana a Göteborg, havien estat obres per a piano. Algunes d'aquestes primeres peces han estat qualificades per l'historiador de la música de Harold Schonberg com a «retòrica grandiloqüent i virtuosa derivada de Liszt». Sota les directrius de Proksch, tanmateix, Smetana va ser capaç de polir més les seves obres, tal com es revela en obres com la Sonata en sol menor de 1846 i la Polca en la mi bemoll del mateix any. El conjunt de Sis peces característiques de 1848 va ser dedicat a Liszt, que les va descriure com «les peces més destacades, de sentiment delicat i fi acabament que he observat recentment». En aquest període, Smetana va planejar un cicle d'Àlbums de fulles, peces curtes en totes les tonalitats majors i menors, a la manera dels Preludis de Chopin. El projecte es va tornar una mica desorganitzat, en les peces acabades hi ha tonalitats repetides, mentre que unes altres no estan representades. Després del seu retorn definitiu de Göteborg, quan es va comprometre principalment al desenvolupament de l'òpera txeca, no va escriure més per a piano durant 13 anys.
En la seva última dècada, Smetana va compondre tres cicles de piano importants. El primer, de 1875, va ser titulat Somnis i estava dedicat als antics alumnes de Smetana, que havien recaptat fons per cobrir les seves despeses mèdiques i rendia també un homenatge als models que el compositor tenia en la dècada de 1840: Schumann, Chopin i Liszt. Les últimes obres importants per a piano de Smetana són els dos cicles de Danses txeques de 1877 i 1879. El primer d'ells va tenir com a objectiu, com Smetana va explicar al seu editor, «la idealització de la polca, com Chopin va fer en el seu dia amb la masurca». El segon cicle és una barreja de balls, cadascun té un títol específic perquè la gent sàpiga «quines són les danses que els txecs tenen amb els seus noms originals».

### Vocal i coral
Les primeres cançons de Smetana són adaptacions de poemes en alemany per a veu solista. A part de la seva cançó de 1848 Llibertat, no va començar a escriure obres per un cor complet fins després de la seva estada en Göteborg, quan va compondre nombroses obres per a la Societat Coral Hlahol, en la seva majoria per a veus masculines a cappella. La música coral de Smetana és generalment de caràcter nacionalista, que varia des del curt Cor Ceremonial escrit després de la mort de l'amic revolucionari del compositor, Havlíček, fins a la creació de la Cançó del Mar, un important treball amb el caràcter d'un drama coral.
Cap al final de la seva vida, Smetana va tornar a la composició de cançons simples, amb cinc Cançons de capvespre (1879) amb les paraules del poeta VítěZslav Hálek. La seva última obra completa, La nostra cançó (1883), és l'última de les quatre adaptacions dels textos de Josef Srb-Debrnov. Malgrat l'estat de salut de Smetana, constitueix una feliç celebració de la cançó txeca i la dansa. La peça es va perdre durant molts anys i només va rebre la seva primera actuació després del seu redescobriment el 1924.

### Música de cambra
A part d'una fantasia juvenil per a violí i piano, Smetana va compondre només quatre obres de música de cambra, encara que cadascuna d'elles tenia un significat profund i personal. El Trio per a piano en sol menor de 1855 va ser compost després de la mort de la seva filla Bedriska; el seu estil és similar al de Robert Schumann, amb tocs de Liszt i el to general és elegíac. Després de vint anys va tornar al gènere de cambra amb el seu primer Quartet de corda. Aquesta obra en mi menor, subtitulada De la meva vida, era de caràcter autobiogràfic, la qual cosa demostra l'entusiasme juvenil del compositor per al seu art, les seves amistats i amors, i en un canvi de l'estat d'ànim, el començament de la sordesa és representat per un llarg «harmònic» en mi en el moviment final per sobre del sinistre trèmolo en les cordes. El  Segon quartet de corda, en re menor, escrit entre 1882 i 1883, desafiant les ordres del seu metge que s'abstingués de tota activitat musical, va ser composta en ratxes, «un remolí de música d'una persona que ha perdut el seu sentit de l'oïda». Representa les frustracions de Smetana amb la vida, però no és totalment ombrívol i inclou una polca brillant. Va ser una de les seves composicions finals; entre els dos quartets va escriure un duo per a violí i piano Des de la pàtria, una barreja de malenconia i felicitat amb gran afinitat als temes populars txecs.

### Orquestra
Insatisfet amb la seva primera obra orquestral de gran escala, l'Obertura en re major  de 1848, Smetana va estudiar passatges de Beethoven, Mendelssohn, Weber i Berlioz abans de produir la Simfonia Triomfal de 1853. Encara que aquesta és considerada per Rosa Newmarch «com un epitalami per a un príncep dels Habsburg», el biògraf de Smetana, Brian Large, la situa més aviat en la part que caracteritza les obres més madures del compositor. Malgrat el rebuig de l'Orquestra Simfònica de la Cort i la tèbia recepció de la seva estrena, Smetana no va repudiar l'obra. Va ser ben rebuda en Götemborg el 1860 i una versió revisada es va realitzar a Praga el 1882, sense l'etiqueta de «Triomfal», segons afirma Adolf Čech. La peça rep a vegades el nom de Simfonia festiva.

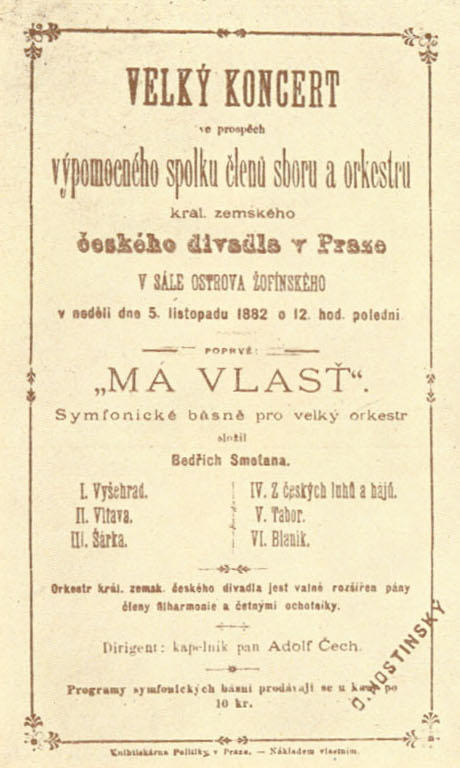
Pòster de Má vlast de 1882

La visita de Smetana a Liszt a Weimar, l'estiu de 1857, on va escoltar d'aquest últim la Simfonia Faust i Els ideals, va provocar una reorientació material de la música orquestral de Smetana. Aquestes obres li van donar a Smetana respostes a molts problemes composicionals relatius a l'estructura de la música orquestral i va suggerir un mitjà per expressar els temes literaris en una síntesi entre la música i el text, en lloc de simples il·lustracions musicals. Aquestes reflexions van permetre a Smetana escriure els tres poemes simfònics de Götemborg, (Richard III, Camp de Wallenstein i Hakon Jarl), obres que van transformar a Smetana des d'un compositor principalment de música de cambra a un modern neoromàntic, capaç de manejar elements de gran escala i exposar els últims conceptes musicals.
Des de 1862 Smetana va estar ocupat en gran part amb l'òpera i, a part d'algunes peces curtes, no va tornar a la música purament orquestral, fins a començar Má vlast el 1872. En la seva introducció a la Collected Edition Score, František Bartol cataloga Má vlast juntament amb l'òpera Libuše, «com a símbols directes de la consumació de la lluita nacional». Má vlast és la primera obra de gran escala madura de Smetana que és independent de les paraules, i les seves idees musicals són més audaces que tot el que havia intentat abans. Pel musicòleg John Clapham, el cicle presenta «una secció transversal de la història txeca, les seves llegendes i les impressions dels seus paisatges, […] i ens transmet clarament la visió de Smetana de la seva ethos i la grandesa de la nació». Malgrat les seves associacions nacionalistes, aquesta obra, segons Newmarch, porta el nom de Smetana més lluny que qualsevol altra obra seva, amb l'excepció de l'obertura de La núvia venuda. Smetana va dedicar Má Vlast a la ciutat de Praga, després de la seva primera actuació al novembre de 1882 on va ser aclamat pel públic musical txec com la veritable representació de l'estil nacional txec. El seu moviment anomenat Vltava (Moldava), que representa el riu que passa per Praga cap a la seva confluència amb l'Elba, és la composició orquestral de Smetana més coneguda i popular internacionalment.

### Òpera
Smetana pràcticament no tenia precursors en l'òpera txeca, a part de František Škroup, les obres del qual molt poques vegades es van interpretar més enllà d'una o dues funcions. En la seva missió de crear un nou cànon, en lloc d'utilitzar la cançó folklòrica tradicional, Smetana es va centrar en la música de ball popular de la seva joventut, especialment la polca, per establir el seu vincle amb la llengua vernacla. Es va basar en les tradicions europees existents, especialment l'eslava i francesa, però només va fer un ús escàs de les àries, preferint basar les seves partitures en els conjunts i cors.

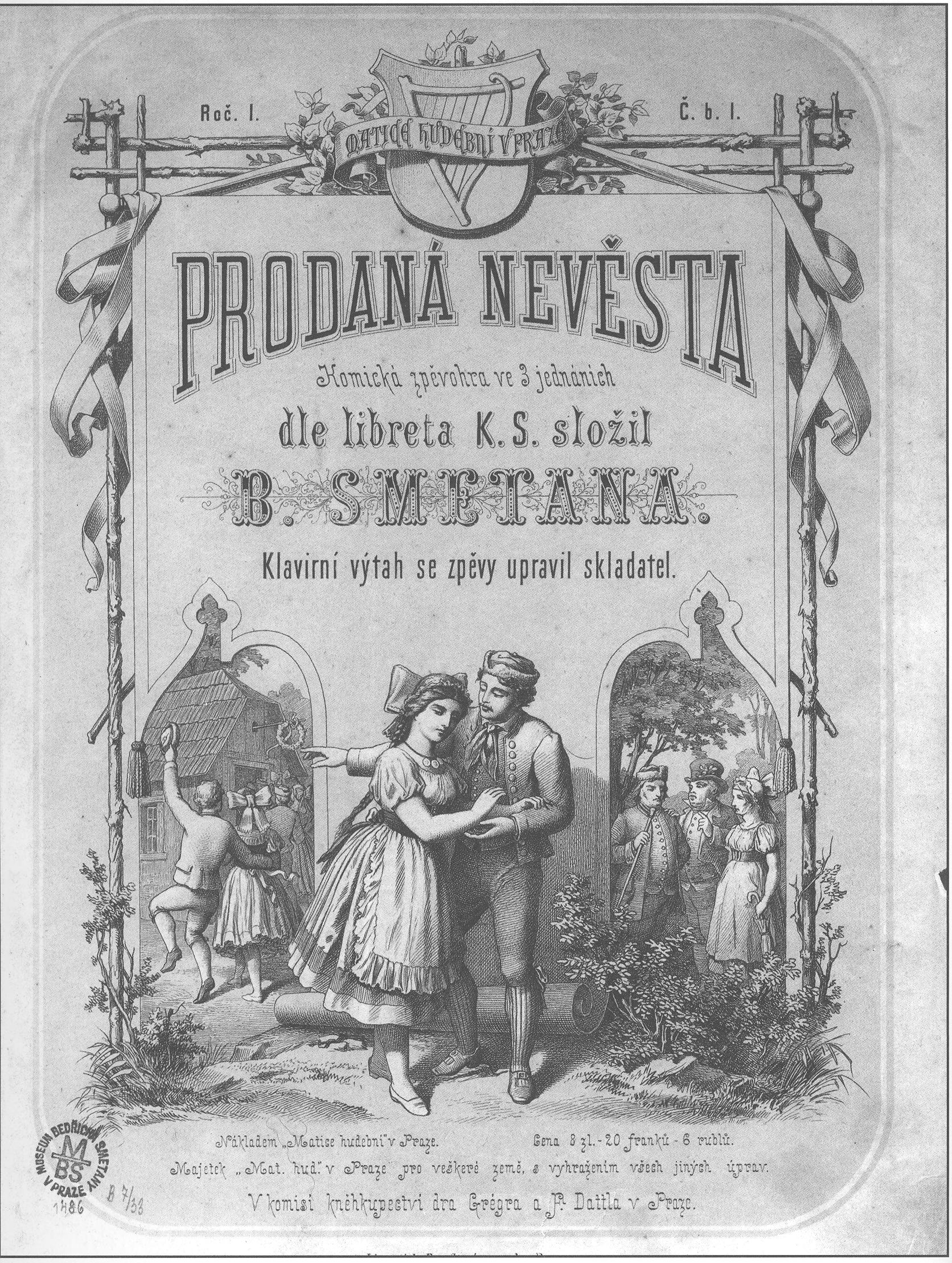
Llibre de la versió pianística de La núvia venuda

Malgrat ser un seguidor de les reformes de Wagner en el gènere operístic, que creia que serien la seva salvació, Smetana va rebutjar les acusacions del wagnerisme excessiu, al·legant que estava bastant ocupat amb «el smetanisme, atès que és l'únic estil honest». La major part del caràcter «nacional» de les primeres quatre òperes es veu atenuada pel romanticisme líric de les obres posteriors, en particular les últimes tres, compostes en els anys de la sordesa de Smetana. La primera d'aquest trio final, El petó, escrita quan Smetana estava rebent un dolorós tractament mèdic, és descrita per Newmarch com una obra de serena bellesa, en la qual les llàgrimes i somriures alternen en tota la partitura. La llibretista de El petó  de Smetana (a partir de la novel·la curta homònima de Karolina Světlá) va ser la jove feminista Elišca Krásnohorská, que també va proporcionar els textos de les seves dues últimes òperes. Ella dominava al compositor, que es trobava malalt i no tenia opinió en el tema dels subjectes, els tipus de veu o l'equilibri entre els solos, duos i conjunts. No obstant això, els crítics han notat escassos signes d'una decadència de la capacitat de Smetana en aquestes obres, mentre que el seu domini cada cop major de l'idioma txec significava que la seva configuració lingüística era molt superior a la de les seves primeres òperes.
Les vuit òperes de Smetana van crear la base del repertori de l'òpera txeca, però d'aquestes només La núvia venuda s'interpreta de forma regular fora de la terra natal del compositor. Després d'arribar a Viena el 1892, 
 i a Londres el 1895, l'obra ràpidament es va convertir en part del repertori de companyies operístiques de tot el món. Newmarch afirma que La núvia venuda, encara que no és una «joia de primer ordre», és tanmateix «una pedra perfectament tallada i polida en el seu gènere». La seva obertura distintiva, que Newmarch assegura «ens fa desenganxar els peus, amb la seva vivacitat eixelebrada», va ser composta en una versió per a piano abans que Smetana rebés el llibret del projecte. Clapham considera que té pocs precedents en tota la història de l'òpera. El mateix Smetana més tard va tendir a menysprear el seu assoliment: «La núvia venuda no era més que un joc de nens, composta directament d'una tirada». En opinió del crític alemany William Ritter, els poders creatius de Smetana van arribar al seu zenit amb la seva tercera òpera Dalibor.

### Recepció
Fins i tot en la seva pròpia pàtria, el públic en general va trigar a reconèixer l'artista. Com a jove compositor i pianista era ben vist en els cercles musicals de Praga i comptava amb l'aprovació de Liszt, Proksch i uns altres, però la falta de reconeixement públic va ser un factor principal arran del seu autoimposat exili a Suècia. Després del seu retorn, no va ser pres especialment seriosament i va ser molt difícil aconseguir audiències per a les seves noves obres, d'aquí la seva denominació de «profeta sense honor» després de la sala gairebé buida i la recepció indiferent de Richard III i Campament de Wallenstein a l'illa Žofín el gener de 1862.

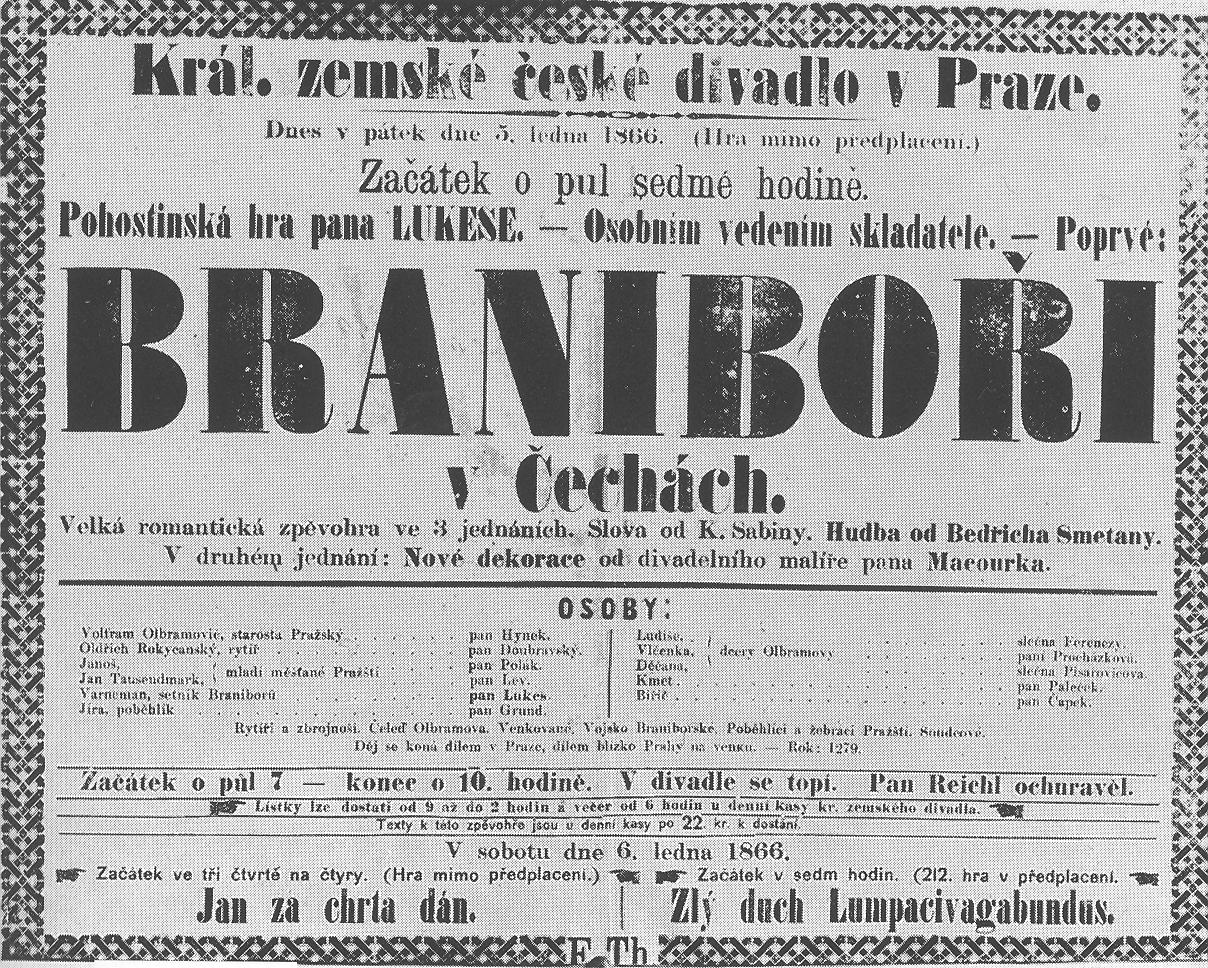
Pòster de l'estrena dEls brandenburguesos a Bohèmia, el 1866

El primer èxit públic notable de Smetana va ser la seva primera òpera Els brandenburguesos a Bohèmia, el 1866, quan ja tenia 42 anys. La segona òpera, La núvia venuda, va sobreviure al desafortunat contratemps de la nit de la seva estrena i es va convertir en un triomf popular permanent. L'estil diferent de la seva tercera òpera  Dalibor, que no era tan proper al drama musical de Wagner, va ser fàcilment comprès pel públic i condemnat pels crítics que consideraven que l'òpera txeca havia d'estar basada en la cançó popular. Va desaparèixer del repertori després de rebre tan sols un parell d'actuacions. A partir de llavors les maquinacions que van acompanyar la carrera de Smetana com a director del Teatre Provisional van restringir la seva producció creativa fins a 1874.
En l'última dècada, la més fructífera de la seva carrera compositiva malgrat la seva sordesa i l'augment de la mala salut, Smetana rebria el reconeixement nacional de manera tardana. Les seves últimes òperes, Les dues vídues i El secret, van ser molt ben rebudes, mentre que El petó va ser rebuda amb una «aclaparant ovació». L'òpera cerimonial Libuše va ser rebuda amb aplaudiments per al compositor; per aquesta època (1881) les disputes entorn de la seva música havien disminuït i el públic estava disposat a honorar-lo com el fundador de la música txeca. Això no obstant, les primeres actuacions a principis d'octubre de 1882 de l'òpera El mur del diable, que evidenciava haver estat poc assajada, van ser caòtiques i el compositor es va sentir «deshonrat i desanimat». Aquesta decepció va ser ràpidament mitigada per l'aplaudiment que va seguir la primera actuació del cicle Má vlast completat al novembre: «Tothom es va posar dempeus i la mateixa tempesta d'aplaudiments interminable es va repetir després de cadascuna de les sis parts. […] Al final de Blaník [la part final], l'audiència estava fora de si i ningú volia deixar marxar al compositor de l'escenari».

## Caràcter i reputació

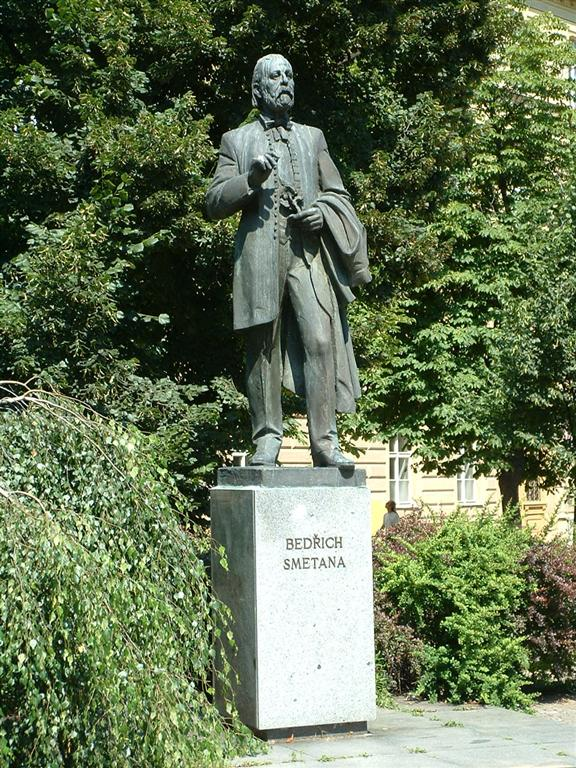
Estàtua de Smetana a Pilzen

Els biògrafs de Smetana el descriuen com a fràgil físicament i insignificant en aparença, però almenys en la seva joventut tenia una «alegria de viure» que, pel que sembla, les dones trobaven atractiva. També va ser exaltat, apassionat i tenaç, va decidir fer la seva carrera en la música sense importar-li les dificultats, per sobre dels desitjos del seu pare que volia que es dediqués a l'elaboració de cervesa o fos un funcionari públic. Al llarg de la seva carrera es va mantenir ferma, i quan va estar sota les més severes crítiques pel seu «wagnerisme» a Dalibor, va respondre component Libuše, fins i tot amb més fermesa sobre la base de l'escala i el concepte de Wagner del drama musical. La seva vida personal va ser estressant, el seu matrimoni amb Bettina mancava d'amor i efectivament es va trencar per complet en els anys de la malaltia i la pobresa relativa cap al final de la seva vida. Es tenen pocs registres sobre les seves relacions amb els seus fills, encara que se sap que, el dia en què va ser traslladat a l'asil, Žofie «plorava com si el seu cor s'estigués trencant».
Existeix un ampli consens entre la majoria dels crítics musicals que Smetana va crear un cànon de l'òpera txeca, que mai havia existit, i que va desenvolupar un estil de música en totes les seves composicions que s'equipara amb l'esperit de l'emergent nacionalisme txec. L'escriptor musical Michael Steen presenta una opinió diferent, i es pregunta si «la música nacionalista» de fet pot existir: «Hem de reconèixer que, mentre que la música és infinitament més expressiva, per si mateixa no és bona descrivint objectes concrets o terrenals, o conceptes». Arriba a la conclusió que més aviat depèn del que els oïdors estiguin condicionats a escoltar.
Segons el musicòleg John Tyrrell, la identificació propera de Smetana amb el nacionalisme txec i les tràgiques circumstàncies dels últims anys han tendit a afectar l'objectivitat amb la qual el seu treball ha estat avaluat, en particular a la seva terra natal. Tyrrell afirma que l'estatus gairebé icònic atorgat a Smetana en la seva pàtria «va ser monumentalitzat en una figura en la qual qualsevol crítica de la seva vida o el seu treball va ser descoratjat» per les autoritats txeques, fins i tot a la fi del segle xx. Com a resultat, Tyrrell sosté que s'ha propagat una visió de la música txeca que resta importància a les contribucions dels contemporanis i successors, com Antonín Dvořák, Leóš Janáček, Josef Suk i altres figures menys conegudes. Això està en contradicció amb les percepcions del món exterior, on Dvořák és interpretat amb molta més freqüència i és molt més conegut. Harold Schonberg observa que «Smetana va ser el que va fundar la música txeca, però Antonín Dvořák […] va ser el que la va popularitzar».

## Obres

### Òperes
- Els brandenburguesos a Bohèmia (Branibori v Cechách, 1863)
- Dalibor (1865)
- La núvia venuda (Prodaná nevesta, 1866)
- Libuše (1869)
- Les dues vídues (Dvĕ vdovy, 1873)
- El bes (Hubička, 1875)
- El secret (Tajemství, 1877)
- El mur del diable (Certova stena, 1882)
- Viola (1884, incompleta)

### Obres simfòniques
- Simfonia triomfal (1854)
- Ricard III, poema simfònic (1858)
- El Camp de Wallenstein, poema simfònic (1859)
- Hakon Jarl, poema simfònic (1861)
- La meua pàtria, cicle de sis poemes simfònics (1879) entre els quals destaca Vltava

### Música de cambra
- Trio per a piano, violí i violoncel op.15
- Quartets
  - Quartet de corda núm. 1 (de la meva vida) (1876)
  - Quartet de corda núm. 2 (1883)

### Música per a piano
- Sonata (1846)